# Liste der Baudenkmäler in Lauf an der Pegnitz
Auf dieser Seite sind die Baudenkmäler in der mittelfränkischen Stadt Lauf an der Pegnitz zusammengestellt. Diese Tabelle ist eine Teilliste der Liste der Baudenkmäler in Bayern. Grundlage ist die Bayerische Denkmalliste, die auf Basis des Bayerischen Denkmalschutzgesetzes vom 1. Oktober 1973 erstmals erstellt wurde und seither durch das Bayerische Landesamt für Denkmalpflege geführt wird. Die folgenden Angaben ersetzen nicht die rechtsverbindliche Auskunft der Denkmalschutzbehörde.

## Ensembles

### Ensemble Altstadt Lauf an der Pegnitz

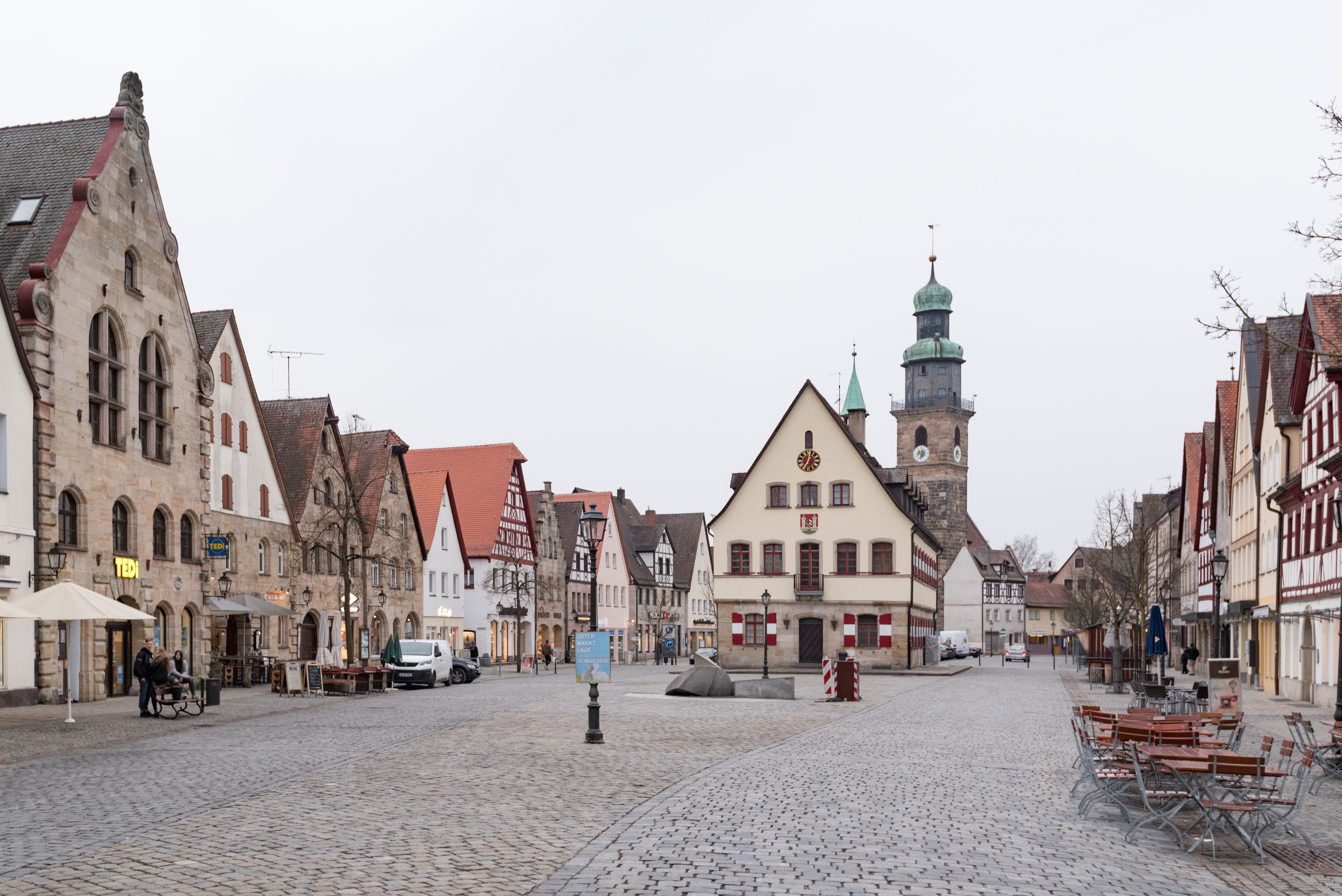
Marktplatz mit dem Alten Rathaus

Geschichtlicher Kern der am rechten Ufer der Pegnitz gelegenen Stadt (Lage) ist das Dorf Lauf, das sich heute noch im unregelmäßigen Teil des Stadtgrundrisses deutlich abzeichnet und sich von der Gegend des späteren Spitals bis vor das Nürnberger Tor erstreckte. Von der von der Pegnitz bergaufwärts führenden Straße, der heutigen Johannisstraße, erhielt es gleichsam ein ordnendes Rückgrat. Die neben dem Dorf systematisch angelegte Neusiedlung, vermutlich erste Hälfte des 13. Jahrhunderts, erhielt um die Mitte des 13. Jahrhunderts Marktrecht. Als dem Ort 1355 Stadtrechte verliehen worden waren, wurde das alte Dorf in die daraufhin begonnene Stadtbefestigung einbezogen. Damals entstand die in ihren Grundzügen erhaltene Dreitoranlage, von der nur das Wassertor abgegangen ist; eine Modernisierung nach dem Plan des Antonio Fazuni von 1539 mit einer Eckbastion wurde nur sehr ungenügend ausgeführt.

Der dritte Kern der Stadt ist die Burg Lauf, die wohl schon im 12. Jahrhundert auf der Pegnitzinsel entstanden war. Diesem um 1300 zerstörten Wehrbau folgte im 14. Jahrhundert die durch Kaiser Karl IV. errichtete Burg mit dem berühmten Wappensaal. Die Erlaubnis von 1430, Flügelmauern zwischen Stadt und Schloss zu errichten, führte zur Einbeziehung des Schlosses in die Stadt und definiert zugleich die Begrenzung des Ensembles. Gegenüber am Rande der systematischen Neusiedlung, zwischen Markt, Dorf und Schloss, liegt das 1317 von einem Nürnberger Bürger gestiftete Glockengießerspital. Die seit 1504 an Nürnberg übergegangene Stadt verwüstete 1553 ein großer Stadtbrand, dem auch die Spitalkirche zum Opfer fiel, die seitdem als Ruine das Stadtbild prägt. Bei dem Wiederaufbau nach altem Grundriss wurden die heute noch die Stadt charakterisierenden Baumaßnahmen festgelegt, so fallen die den Fachwerkbauten vorgeblendeten Sandsteinfassaden ins Gewicht, außerdem begann der Traufseitbau nach Nürnberger Vorbild den Giebelbau zu verdrängen. (Aktennummer: E-5-74-138-1)

### Ensemble Wehr I und II

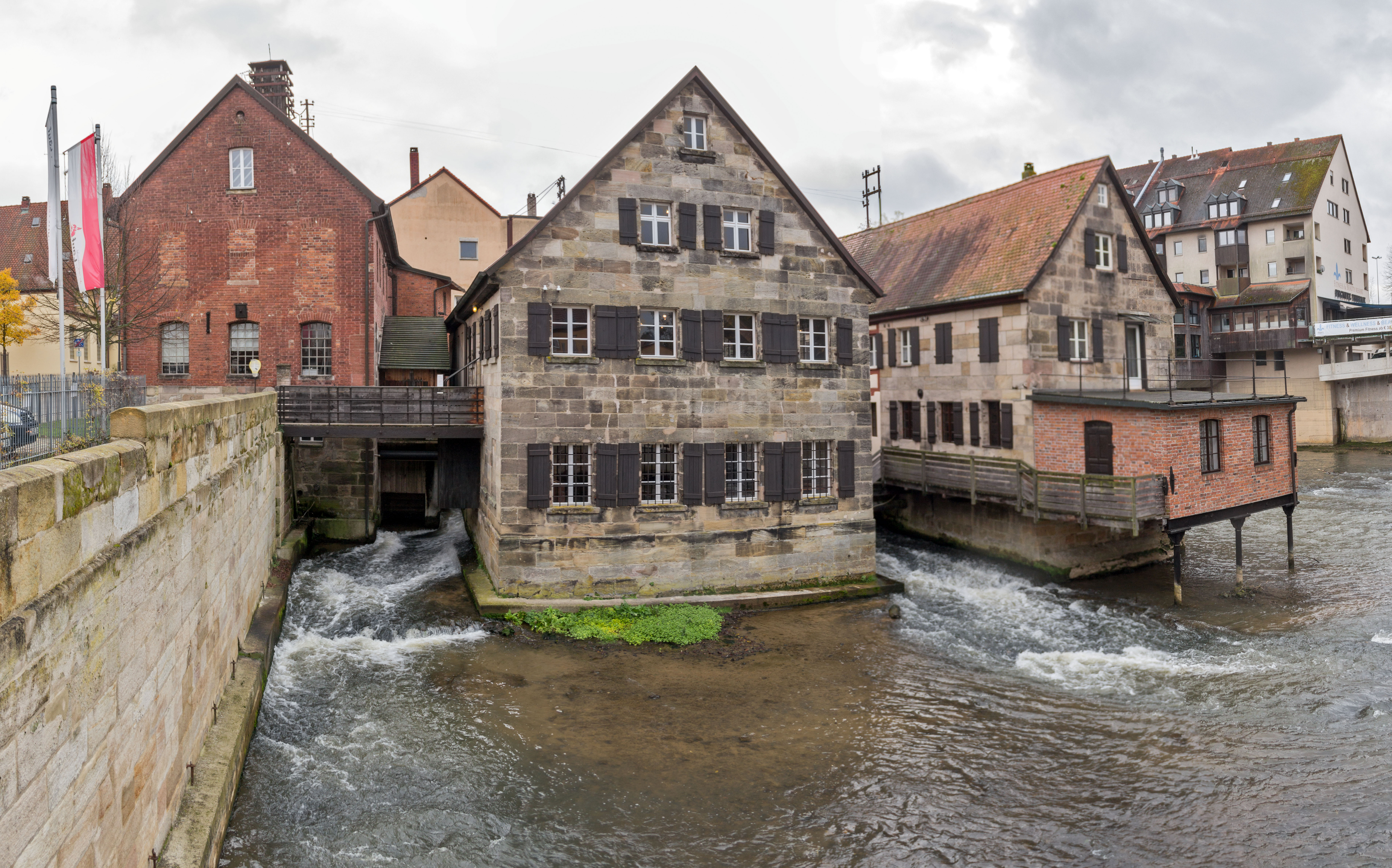
Ensemble der Pegnitz-Mühlen

Das Ensemble (Lage) wird durch topographische Gegebenheiten wie stadtgeschichtliche Resultate um die Wehre I und II definiert. Die älteste Siedlung von Lauf a. d. Pegnitz lag an der namengebenden Stromschnelle der Pegnitz, die hier das stärkste Gefälle des ganzen Flusslaufes besaß, so dass auch die Voraussetzungen zur Anlage von Mühlen zu beiden Seiten des Flusses gegeben war. Dieser wassertechnische Ausbau der Pegnitz zu vier Wehranlagen – im 15. Jahrhundert war das ganze System in Betrieb – hatte dann zu einer einzigartigen Konzentration von Industrie geführt.

Die erste Erwähnung von Mühlen erfolgte um 1275, eine höchste Konzentration ist im 16. Jahrhundert festzustellen, die schließlich während der Industrialisierung zur Konzentration von Mittelbetrieben geführt hatte. Die letzte Laufer Mühle war 1979 der Entwicklung zu Großmühlen zum Opfer gefallen, aber schon 1936 bis 1938 waren sowohl das Wehr III aufgelöst wie erste Mühlengebäude abgetragen worden. Trotzdem sind hier immer noch wichtige Reste industrieller Produktion lokalisiert und dokumentiert.
Das Ensemble umfasst die Wehre an der Stelle des stärksten Gefälles und der schon im Mittelalter gebauten Verzweigung der Pegnitz. Diese „Wassergebäu“ sind heute noch an Nord- und Südseite mit Gebäuden der Mühlen- und Hammerwerke besetzt. Entsprechend dieser alten und vielfältigen Nutzung ist es bezeichnend, dass hier auch noch die frühe Elektrizitätsversorgung der Stadt begonnen hat.

Am Wehr I in der Nähe der Burg ist auf der Altstadtseite die Reichelsche Schleifmühle erhalten, ein industrie- bzw. handwerksgeschichtliches Denkmal, dessen Überlieferung bis auf das Jahr 1596 zurückgeht. Gegenüber steht der monumental wirkende Ziegelsteinbau der Schlichtenmühle, wo seit dem 13. Jahrhundert – also seit der Anfangszeit der Laufer Mühlengeschichte – eine Mühle überliefert ist.
Anschließend an der Südseite, der Winterleiten, folgt die bauliche Anlage der Barthschen Kunstmühle, ehemals Holfeldermühle oder Samstagsmühle – bereits zu Wehr II gehörig. Der Gebäudekomplex besteht aus einem Mühlenwohnhaus, ursprünglich ein Barockbau von 1781, der 1912 reich neubarock umgestaltet worden ist, mit zugehörigem großem Garten und Gartenpavillon und ehemals einem westlich anschließenden großen Mühlengebäude (heute störender Neubau).
Auf der Nordseite oder Sommerleiten ist der verzweigte Wasserlauf der Pegnitz für eine ganze Gruppe von industriellen und handwerklichen Werkstätten und Anlagen bis ins 20. Jahrhundert genutzt worden.
Am weitesten im Fluss liegt ein kleines ehemaliges Elektrizitätswerk, das untergebracht ist in einem im Wesentlichen wohl aus dem 18. Jahrhundert stammenden Satteldachbau mit Fachwerkobergeschoss (Sichartstraße 7). Östlich anschließend sind die Werkstätten des Engelhardschen Hammerwerks erhalten. Hierbei handelt es sich um einen Ziegelsteinbau mit Schlot, dessen Energiebedarf bis zum Betriebsschluss weitgehend auf der Wasserkraft basierte; die technische Ausstattung mit Maschinen und Werkzeugen ist erhalten (Sichartstraße 5).
Parallel und zwischen dem flussseitigen Elektrizitätswerk und dem ufer- bzw. straßenseitigen jüngeren Elektrizitätswerk steht die Roggenmühle, die zur Barthschen Kunstmühle gehörte und als Roggenmühle zwischen 1894 und 1912 genutzt wurde, danach noch lange als Wasserkraftanlage diente. Es handelt sich um einen Sandsteinquaderbau, der im Wesentlichen aus der Mitte des 19. Jahrhunderts stammen dürfte, jedoch, wie ein mit 1544 datierter spolienartig eingesetzter Quaderstein bezeugt, noch auf spätmittelalterliche Vorgängerbauten hinweist (Sichartstraße 11).
Zu den jüngsten Bauten der Gruppe gehört das Elektrizitätswerk II (Sichartstraße 9); hierbei handelt es sich um einen schlichten Ziegelsteinbau, bei dem die kreisförmigen Ankerplatten der Zuganker als dekorative Elemente in der Kranzgesimszone ausgenutzt wurden. Hierdurch wird auch die innere technische Raumnutzung von außen erkennbar; insbesondere gilt dies auch für den erhaltenen Dachaufbau, der ehemals als Verteiler der hier hergestellten Elektrizität diente.
Anschließend nach Westen folgt der wichtige Fabrikkomplex Sichartstraße 15, 17, 19, 21, 23, 25 mit Bauten des 19. und frühen 20. Jahrhunderts; er ist wichtiger Bestandteil dieser Wehranlagen auch als Dokument des aufgelösten Wehres III.
Zu dem ganzen Komplex gehören die Wehranlagen und Radkammern sowie die Wasserstollen, deren Anlagen der Wasserführung und Schutzgeländer das Erscheinungsbild mitbestimmen. (Aktennummer: E-5-74-138-2)

## Stadtbefestigung
| Lage                            | Objekt                                                                                   | Beschreibung | Akten-Nr.               | Bild           |
| ------------------------------- | ---------------------------------------------------------------------------------------- | --- | ----------------------- | -------------- |
| Am Schloss 3 (Standort)         | Stadtbefestigung, 15. bis 16. Jahrhundert                                                | Teile der Ringmauer aus Sandsteinquadermauerwerk an der Nord-, Ost-, Süd- und Westseite erhalten, zum Teil mit Wehrgang Stadtgraben an der Nord- und Ostseite, teilweise mit gemauerten Skarpen Stadttore (Nürnberger und Hersbrucker Torturm) siehe Marktplatz 2 und Marktplatz 27 Batterieturm, sogenannter Judenturm, siehe Höllgasse 20 | D-5-74-138-1 Wikidata   | BW             |
| Hersbrucker Straße 1 (Standort) | Stadtbefestigung                                                                         | Teile, 15./16. Jahrhundert | D-5-74-138-37 Wikidata  | BW             |
| Höllgasse 4 a (Standort)        | Stadtbefestigung                                                                         | Stadtbefestigung, Mauerreste und Teile des Wehrganges, innerer Ringteil, 15. bis 16. Jahrhundert | D-5-74-138-46 Wikidata  | BW             |
| Höllgasse 20 (Standort)         | Stadtmauerturm, sogenannter Judenturm, Batterieturm der Stadtbefestigung, heute Wohnhaus | Halbrunder dreigeschossiger Turmbau mit Walmdach und Laubengang, die beiden unteren Geschosse in Sandsteinquadermauerwerk, zweites Obergeschoss in Fachwerk, im Kern 15. Jahrhundert | D-5-74-138-50 Wikidata  | weitere Bilder |
| Mauergasse 5 (Standort)         | Stadtbefestigung                                                                         | Teile, 15./16. Jahrhundert | D-5-74-138-114 Wikidata | BW             |
| Nähe Mauergasse (Standort)      | Stadtbefestigung                                                                         | Teile, 15./16. Jahrhundert | D-5-74-138-116 Wikidata | BW             |

## Baudenkmäler nach Gemeindeteilen

### Lauf
| Lage                                                                                | Objekt | Beschreibung | Akten-Nr.               | Bild           |
| ----------------------------------------------------------------------------------- | --- | --- | ----------------------- | -------------- |
| Altdorfer Straße 1; Altdorfer Straße 5 (Standort)                                   | Wohnhaus | Zweigeschossiger Satteldachbau mit Zwerchhaus, Sandstein und Fachwerk, bezeichnet „1712“, erneuert 1950 Ehemaliger Schlossstadel: stattlicher Fachwerkbau mit mächtigem Steilsatteldach und Schleppgauben, wohl erste Hälfte 18. Jahrhundert | D-5-74-138-2 Wikidata   | weitere Bilder |
| Altdorfer Straße 29 (Standort)                                                      | Ehemaliges Wohnstallhaus | Eingeschossiger Sandsteinquaderbau, bezeichnet „1723“, Scheunenanbau, Sandstein und Fachwerk, nach 1821 | D-5-74-138-3 Wikidata   | BW             |
| Altdorfer Straße 33 (Standort)                                                      | Ehemaliges Schießhaus, dann Siechenhaus                                                                                             | Zweigeschossiger Halbwalmdachbau, Sandstein und Fachwerk, 1595, verändert im 17./18. Jahrhundert | D-5-74-138-4 Wikidata   | BW             |
| Altdorfer Straße 35 (Standort)                                                      | Kleinhaus | Eingeschossiger Sandsteinbau, verputzt, 18. Jahrhundert | D-5-74-138-5 Wikidata   | BW             |
| Altdorfer Straße 47 (Standort)                                                      | Katholische Pfarrkirche St. Otto | Basilikaler Bau mit Querschiff und Spitzhelmturm nördlich am Chor, in neuromanischen Formen 1903 nach Plänen des Bezirksbaumeisters Johann Baptist Füssl erbaut, 1971 erweitert | D-5-74-138-348 Wikidata | BW             |
| Alter Schulhof 1 (Standort)                                                         | Ehemaliges Schulhaus | Malerische Baugruppe aus zweigeschossigem Hauptbau mit Treppenturm, quadratischem Turmbau mit flachem Walmdach und verbindenden eingeschossigen Satteldachbauten, massiv und Fachwerk, teilweise in barockisierenden Formen, bezeichnet „1911“ | D-5-74-138-6 Wikidata   | weitere Bilder |
| Am Schloss 1 (Standort)                                                             | Wohnhaus | Schmaler zweigeschossiger Satteldachbau, Fachwerk verputzt, 1580 Torbogen: Sandstein, bezeichnet „1580“ | D-5-74-138-7 Wikidata   | BW             |
| Am Schloss 3 (Standort)                                                             | Ehemaliges Amts- und Forsthaus, seit 1831 Wohnhaus                                                                                  | Erdgeschossiger Satteldachbau, an der Westseite Zwerchhaus mit Dreiecksgiebel, um 1800, Umbau nach 1900 östliche Fassade Teil der ehemaligen Verbindungsmauer zum Schloss, mit Wehrgang, (dendrochronologisch datiert 1680/81) | D-5-74-138-8 Wikidata   | BW             |
| Ecke Am Steinkreuz/Rudolfshofer Straße (Standort)                                   | Sühnekreuz | Sandstein, 16./17. Jahrhundert | D-5-74-138-173 Wikidata | weitere Bilder |
| Bahnhofsplatz 1; Bahnlinie Nürnberg – Schirnding (Standort)                         | Viadukt | Eisenbahnviadukt der Fichtelgebirgsbahn, fünfbogiger hoch aufragender Kalksteinquaderbau, um 1875, Überbau des 20. Jahrhunderts, über die Schützenstraße beim Neuen Schießhaus, vor Streckenkilometer 16 | D-5-74-138-354 Wikidata | weitere Bilder |
| Barthstraße 2 (Standort)                                                            | Wohnhaus | Schmaler dreigeschossiger giebelständiger Satteldachbau, 17./18. Jahrhundert | D-5-74-138-11 Wikidata  | weitere Bilder |
| Barthstraße 6 (Standort)                                                            | Wohnhaus | Zweigeschossiger Satteldachbau mit Fachwerkobergeschoss, 18. Jahrhundert | D-5-74-138-13 Wikidata  | weitere Bilder |
| Barthstraße 9 (Standort)                                                            | Handwerkerhaus | Dreigeschossiger Satteldachbau, massiv und Fachwerk, im Kern wohl zweite Hälfte 16. Jahrhundert, Umbau 17. Jahrhundert, erneuert 1812 Rückseitig angebautes kleines Giebelhaus über der Stadtmauer, im Kern 18. Jahrhundert | D-5-74-138-14 Wikidata  | BW             |
| Barthstraße 10 (Standort)                                                           | Wohnhaus | Zweigeschossiger Satteldachbau mit Fachwerkobergeschoss, verputzt, wohl 18. Jahrhundert | D-5-74-138-15 Wikidata  | BW             |
| Barthstraße 13 (Standort)                                                           | Bezeichnung | Sandstein, bezeichnet „1750“ | D-5-74-138-16 Wikidata  | BW             |
| Barthstraße 17 (Standort)                                                           | Wohnhaus | Zweigeschossiger Satteldachbau, Sandstein und Fachwerk, bezeichnet „1625“, rückseitig auf die Stadtmauer gebaut | D-5-74-138-17 Wikidata  | weitere Bilder |
| Bergstraße 5 (Standort)                                                             | Ehemalige Scheune | Eingeschossiger Schopfwalmdachbau mit reichem Giebelfachwerk, Erdgeschoss Fachwerk und Sandstein, wohl spätes 17./frühes 18. Jahrhundert | D-5-74-138-18 Wikidata  | BW             |
| Bleichgasse 14 (Standort)                                                           | Villa | Zweigeschossiger Flachsatteldachbau mit Attika und aufgesetztem Belvedere, Ziegelstein mit Hausteingliederung, errichtet 1875 Nebengebäude: Ziegelstein, wohl 1875 Einfriedung: Reste des Pfeilergitterzauns, wohl 1875 | D-5-74-138-327 Wikidata | BW             |
| Brunnenhof 1, 2 (Standort)                                                          | Ehemaliger Bauernhof | Bauernhaus: zweigeschossiger Satteldachbau, Sandsteinquader und Fachwerk, im Kern 16. Jahrhundert, bezeichnet „1713“ Nebengebäude: langgestreckter Fachwerkbau mit Satteldach, bezeichnet „1716“ Scheune: Steildachbau mit Fachwerkgiebel, 18./19. Jahrhundert | D-5-74-138-19 Wikidata  | BW             |
| Burggasse 1 (Standort)                                                              | Ehemaliges Handwerkerhaus | Schmaler dreigeschossiger Sandsteinquaderbau, Satteldach mit Aufzugsgaube, 17. Jahrhundert | D-5-74-138-20 Wikidata  | BW             |
| Burggasse 2 (Standort)                                                              | Ehemaliges Handwerkerhaus | Zweigeschossiger Sandsteinquaderbau mit Steildach, im Kern 17. Jahrhundert | D-5-74-138-21 Wikidata  | weitere Bilder |
| Burggasse 5 (Standort)                                                              | Ehemaliges Handwerkerhaus | Zweigeschossiger Giebelbau mit Satteldach, massiv und Fachwerk, im Kern 17. Jahrhundert | D-5-74-138-22 Wikidata  | BW             |
| Burggasse 6 (Standort)                                                              | Ehemaliges Handwerkerhaus | Zweigeschossiger Steildachbau mit Fachwerkobergeschoss und -giebel, im Kern 17. Jahrhundert | D-5-74-138-23 Wikidata  | weitere Bilder |
| Eckertstraße 2; Nähe Eckertstraße (Standort)                                        | Bahnhof, sogenannter Bahnhof links der Pegnitz                                                                                      | Stationsgebäude: zweigeschossiger Sandsteinquaderbau, um 1859 Güterhalle: eingeschossiger Sandsteinquaderbau, um 1859 | D-5-74-138-25 Wikidata  | BW             |
| Eschenauer Straße 48 (Standort)                                                     | Ehemaliges Kurhaus | Zweigeschossiger Walmdachbau mit Fachwerkzwerchhaus und seitlichem Erker, um 1900/05 Nebengebäude: eingeschossiger Massivbau mit Pultdach, vermutlich gleichzeitig | D-5-74-138-344 Wikidata | BW             |
| Flurstraße 41 (Standort)                                                            | Villa | Zweigeschossiger Neubarockbau mit stattlichem Walmdach und Sandsteingliederung, um 1915/25 Gänsemännchenbrunnen: gleichzeitig | D-5-74-138-24 Wikidata  | BW             |
| Friedensplatz 6 (Standort)                                                          | Wohn- und Geschäftshaus | Ursprünglich eingeschossiger Satteldachbau mit Fachwerkgiebel, im Kern 17. Jahrhundert, straßenseitige und giebelseitige Aufstockung, wohl 19. Jahrhundert | D-5-74-138-27 Wikidata  | weitere Bilder |
| Friedensplatz 11 (Standort)                                                         | Wohnhaus | zweigeschossiger Sandsteinquaderbau mit Satteldach und Schopfwalm, 17./18. Jahrhundert | D-5-74-138-29 Wikidata  | BW             |
| Friedhofstraße 20 (Standort)                                                        | Friedhof | Friedhofskapelle und Friedhofswärterhaus: massiver Gruppenbau mit Krüppelwalmdächern, in historisierenden Formen, bezeichnet 1904 Einfriedung: teils Mauer mit Grabnischen, teils Eisengitterzaun mit dreitorigem Eingang, bezeichnet „1904“ Gruftkapelle der Familie Weigmann: Rundbau mit Kuppel und bekrönender Figur Grabsteine | D-5-74-138-30 Wikidata  | BW             |
| Glockengießerstraße 10 (Standort)                                                   | Wohnhaus | Zweigeschossiger Sandsteinquaderbau mit Satteldach und mittigem Zwerchhaus, neugotische Haustür, 1863 | D-5-74-138-329 Wikidata | BW             |
| Glockengießerstraße 17 (Standort)                                                   | Wohnhaus | Eingeschossiger traufseitiger Mansarddachbau, Fachwerk, Ende 18. Jahrhundert Nebengebäude: schmaler giebelständiger Sandsteinquaderbau mit Satteldach, 19. Jahrhundert | D-5-74-138-31 Wikidata  | BW             |
| Gründlers (Standort)                                                                | Ehemalige Klause, sogenannte kleine Eremitage                                                                                       | Höhle unter einem Felsvorsprung mit Vorraum, frühes 16. Jahrhundert, verändert im 17., 18., 19. und 20. Jahrhundert, im 18. Jahrhundert Bestandteil des ehemaligen Welserschen Landschaftsgartens | D-5-74-138-387 Wikidata | BW             |
| Hammergäßlein 2 (Standort)                                                          | Handwerkerhaus | Zweigeschossiger Eckbau mit Satteldach, im Wesentlichen Fachwerkbau, 1536 (dendrochronologisch datiert), Umbau mit jüngerem Ziegelmauerwerk, 1625 (dendrochronologisch datiert) | D-5-74-138-331 Wikidata | BW             |
| Hämmernplatz 10 (Standort)                                                          | Wohnhaus | Eckbau auf spitzwinkligem Grundriss, zweigeschossiger Sandsteinquaderbau mit flachem Walmdach, neuklassizistisch, um 1880 | D-5-74-138-358 Wikidata | BW             |
| Hellergasse 4 (Standort)                                                            | Ehemaliges Handwerkerhaus | Schmaler zweigeschossiger massiver Satteldachbau mit Zwerchhaus, Fachwerkgiebel, im Kern zweite Hälfte 16. Jahrhundert, verändert | D-5-74-138-34 Wikidata  | BW             |
| Hellergasse 5 (Standort)                                                            | Wohnhaus | Zweigeschossiger traufständiger Satteldachbau, Fachwerkobergeschoss verputzt, 18. Jahrhundert | D-5-74-138-35 Wikidata  | BW             |
| Hermannstraße 4 (Standort)                                                          | Wohnhaus | Zweigeschossiger Fachwerkbau mit Schopfwalmdach, 18. Jahrhundert | D-5-74-138-36 Wikidata  | BW             |
| Hersbrucker Straße 1 (Standort)                                                     | Wohnhaus | Zweigeschossiger Mansarddachbau, Erdgeschoss Sandsteinquader, Obergeschoss und Giebel Fachwerk, wohl 1799 Wohnstallhaus: eingeschossiger Sandsteinquaderbau mit Satteldach, erste Hälfte 19. Jahrhundert Scheune: Fachwerkbau auf Sandstein-Sockelgeschoss, Satteldach, erste Hälfte 19. Jahrhundert | D-5-74-138-37 Wikidata  | weitere Bilder |
| Hersbrucker Straße 2 a (Standort)                                                   | Scheune | Stattlicher Fachwerkbau auf Sandstein-Erdgeschoss, Steildach, 17./18. Jahrhundert, teilweise mit Fundamenten der ehemaligen Bastei von 1540/41 | D-5-74-138-38 Wikidata  | BW             |
| Hersbrucker Straße 3 (Standort)                                                     | Ehemaliges Zollhaus | Eingeschossiger massiver Mansarddachbau mit Fachwerkgiebel, 18. Jahrhundert | D-5-74-138-39 Wikidata  | weitere Bilder |
| Hersbrucker Straße 11 (Standort)                                                    | Wohnhaus | Zweigeschossiger Steildachbau, Erdgeschoss massiv, Obergeschoss und Giebel Fachwerk, 18./19. Jahrhundert | D-5-74-138-41 Wikidata  | BW             |
| Höllgasse 2 (Standort)                                                              | Wohnhaus | Zweigeschossiger traufseitiger Satteldachbau mit massivem Erdgeschoss und vorkragendem Fachwerkobergeschoss, im Kern zweite Hälfte 16. Jahrhundert | D-5-74-138-45 Wikidata  | weitere Bilder |
| Höllgasse 8 (Standort)                                                              | Wohnhaus | Zweigeschossiger traufseitiger Satteldachbau mit massivem Erdgeschoss und Fachwerkobergeschoss, im Kern 1553 (dendrochronologisch datiert), Umbau um 1660 (dendrochronologisch datiert), an die Stadtmauer gebaut südlicher Anbau nach 1821 | D-5-74-138-47 Wikidata  | weitere Bilder |
| Höllgasse 9 (Standort)                                                              | Wohnhaus | Frackdachbau, massiv und Fachwerk, verputzt, 17./18. Jahrhundert | D-5-74-138-48 Wikidata  | BW             |
| Höllgasse 16 (Standort)                                                             | Wohnhaus | Zweigeschossiger traufseitiger Satteldachbau mit Sandsteinerdgeschoss, Fachwerkobergeschoss und Dachgauben mit Zeltdächern, bezeichnet „1825“, im Kern älter | D-5-74-138-49 Wikidata  | weitere Bilder |
| Höllgasse 17; Johannisstraße 16 (Standort)                                          | Gasthaus an der Mauermühle | Hausgruppe, zwei winkelförmig zusammengebaute zweigeschossige Satteldachbauten mit Fachwerkobergeschossen und -giebel, wohl 17. Jahrhundert | D-5-74-138-60 Wikidata  | weitere Bilder |
| Holzgartenstraße 7 (Standort)                                                       | Mehrfamilienhaus | Villenartiger, asymmetrisch gruppierter, zweigeschossiger Krüppelwalmdachbau mit rückwärtigem Loggiaanbau, Heimatstil mit Jugendstilanklängen, von Konrad Windisch, 1902/03, Umbau 1936 | D-5-74-138-350 Wikidata | BW             |
| Hüttenweg 12 (Standort)                                                             | Fabrikantenvilla | Zweigeschossiger teilverputzter Sandsteinquaderbau mit Halbwalmdach, 1908 | D-5-74-138-332 Wikidata | BW             |
| Johannisstraße 1 (Standort)                                                         | Wohn- und Geschäftshaus | Zweigeschossiger Satteldachbau mit Sandsteinfassade, Schopfwalmdach, bezeichnet „1720“ | D-5-74-138-51 Wikidata  | weitere Bilder |
| Johannisstraße 3 (Standort)                                                         | Wohnhaus | Zweigeschossiger traufseitiger Satteldachbau mit massivem Erd- und verputztem Fachwerkobergeschoss, dendrochronologisch datiert um 1554, in baulichem Zusammenhang mit Johannisstraße 5 | D-5-74-138-53 Wikidata  | weitere Bilder |
| Johannisstraße 5 (Standort)                                                         | Wohnhaus, ehemals mit Schmiede | Dreigeschossiger giebelständiger Satteldachbau mit Gesimsgliederung, massiv und Fachwerk, dendrochronologisch datiert um 1554, Aufstockung und Erweiterung nach Osten dendrochronologisch datiert 1577, in baulichem Zusammenhang mit Johannisstraße 3 | D-5-74-138-54 Wikidata  | weitere Bilder |
| Johannisstraße 6 (Standort)                                                         | Ehemaliges Handwerkerhaus | Satteldachbau mit weit vorkragendem Fachwerkobergeschoss, im Kern Mitte 16. Jahrhundert | D-5-74-138-55 Wikidata  | weitere Bilder |
| Johannisstraße 9 (Standort)                                                         | Metzgerei | Zweigeschossiger Sandsteinbau mit Steildach und verputztem Fachwerkgiebel, im Kern 17. Jahrhundert, verändert im 19. Jahrhundert | D-5-74-138-56 Wikidata  | weitere Bilder |
| Johannisstraße 11 (Standort)                                                        | Ehemaliges Gerberhaus | Zweigeschossiger Giebelbau mit Satteldach, Erdgeschoss massiv, Obergeschoss und Giebel Fachwerk, im Kern 17. Jahrhundert | D-5-74-138-57 Wikidata  | weitere Bilder |
| Johannisstraße 12 (Standort)                                                        | Wohnhaus | Kleiner zweigeschossiger Giebelbau mit Satteldach, Fachwerkobergeschoss auf massivem Erdgeschoss, spätes 18. Jahrhundert | D-5-74-138-58 Wikidata  | weitere Bilder |
| Johannisstraße 13; Johannisstraße 15 (Standort)                                     | Wohn- und Geschäftshaus | Hausgruppe mit gestaffelter Bauflucht, zweigeschossige Satteldachbauten, Erdgeschosse Sandstein, Obergeschosse und -giebel reiches Fachwerk, 18./19. Jahrhundert, mit Veränderungen | D-5-74-138-59 Wikidata  | weitere Bilder |
| Johannisstraße 21 (Standort)                                                        | Wohnhaus | Zweigeschossiger Sandsteinbau mit Satteldach, zweite Hälfte 19. Jahrhundert, verändert 1909 | D-5-74-138-61 Wikidata  | BW             |
| Johannisstraße 23 (Standort)                                                        | Wohn- und Geschäftshaus | Zweigeschossiger traufständiger Sandsteinbau, 18./19. Jahrhundert | D-5-74-138-62 Wikidata  | BW             |
| Johannisstraße 25 (Standort)                                                        | Ehemaliges Handwerkerhaus | Zweigeschossiger Satteldachbau mit Sandsteinfassade, Traufseite und rückwärtiger Giebel Fachwerk, 18. Jahrhundert | D-5-74-138-63 Wikidata  | weitere Bilder |
| Julienstraße 3 (Standort)                                                           | Villa | Zweigeschossiger Sandsteinbau mit flachem Walmdach, Mittelrisalit und gusseisernem Balkon, in Formen der Neurenaissance, um 1860, verbunden mit zweiter Villa, zweigeschossiger Walmdachbau mit dreigeschossigem Eckturm, Neurenaissance, spätes 19. Jahrhundert Einfriedung: Metallgitterzaun, spätes 19. Jahrhundert | D-5-74-138-64 Wikidata  | BW             |
| Jungmühlhof 2 (Standort)                                                            | Ehemalige Getreidemühle, sogenannte Schlichtenmühle                                                                                 | Dreieinhalbgeschossiger langgestreckter Ziegelsteinbau mit Werksteingliederung, wohl um 1893 | D-5-74-138-333 Wikidata | weitere Bilder |
| Kapellenhof 3; Sankt-Salvator-Weg 9; Saarstraße 31 (Standort)                       | Evangelisch-Lutherische Friedhofskirche St. Salvator                                                                                | Einschiffiger Sandsteinbau, Dachreiter mit Spitzhelm, 1658/59; mit Ausstattung Friedhof: mit Grabsteinen, angelegt 1532 Friedhofsmauer: Sandstein Ehemalige Leichenhalle: Sandsteinquaderbau mit Walmdach und Mittelrisalit, in neuromanischen Formen, zweite Hälfte 19. Jahrhundert | D-5-74-138-65 Wikidata  | weitere Bilder |
| Kirchenplatz 1 (Standort)                                                           | Evangelisch-Lutherische Pfarrkirche St Johannis                                                                                     | Gotischer Saalbau, Sandsteinbau mit Satteldach und eingezogenem Polygonalchor mit Strebepfeilern, nördlich rechteckiger, fünfgeschossiger Chorflankenturm mit oktogonalem Aufsatz und Zwiebelbekrönung, im Kern 1350/60, Ausbau des Inneren 1550, erneuert 1689-1710, Turm 1680; mit Ausstattung | D-5-74-138-66 Wikidata  | weitere Bilder |
| Kirchenplatz 2; Kirchenplatz 4 (Standort)                                           | Ehemaliger Stall | Langgestreckter freistehender zweigeschossiger Massivbau mit Satteldach, wohl 18. Jahrhundert | D-5-74-138-67 Wikidata  | weitere Bilder |
| Kirchenplatz 3 (Standort)                                                           | Ehemaliges Handwerkerhaus | Zweigeschossiger Steildachbau, Massivbau mit Fachwerkobergeschoss und -giebel, im Kern 18. Jahrhundert, dreigeschossiger Seitenrisalit mit Fachwerkgiebel und Erkervorbau mit flachem Walmdach, bezeichnet „1898“ | D-5-74-138-52 Wikidata  | weitere Bilder |
| Kirchenplatz 5 (Standort)                                                           | Wohnhaus | Zweigeschossiger Satteldachbau, Sandstein und Fachwerk verputzt, im Kern wohl 16./17. Jahrhundert | D-5-74-138-69 Wikidata  | weitere Bilder |
| Kirchenplatz 7 (Standort)                                                           | Wohnhaus | Zweigeschossiger giebelständiger Satteldachbau mit verputztem Fachwerkobergeschoss, im Kern dendrochronologisch datiert 1575/76 | D-5-74-138-70 Wikidata  | weitere Bilder |
| Leßnergasse 3 (Standort)                                                            | Ehemaliges Taglöhnerhaus | Zweigeschossiger Fachwerkbau mit Satteldach, im Kern zweite Hälfte 16. Jahrhundert | D-5-74-138-71 Wikidata  | weitere Bilder |
| Leßnergasse 4 (Standort)                                                            | Gewölbekeller | 17./18. Jahrhundert | D-5-74-138-72 Wikidata  | BW             |
| Leßnergasse 5 (Standort)                                                            | Ehemalige Badestube, dann Wohnhaus                                                                                                  | Zweigeschossiger Satteldachbau, massiv und Fachwerk, wohl spätes 17. Jahrhundert/frühes 18. Jahrhundert | D-5-74-138-73 Wikidata  | weitere Bilder |
| Leßnergasse 8 (Standort)                                                            | Wohnhaus | Zweigeschossiger giebelständiger Satteldachbau mit massivem Erd- und Fachwerkobergeschoss, in Teilen aufgestockt, dendrochronologisch datiert 1553/55, Aufstockung 18. Jahrhundert, erneute Veränderung zweite Hälfte 19. Jahrhundert | D-5-74-138-371          | BW             |
| Leßnergasse 10 (Standort)                                                           | Wohnhaus | Zweigeschossiger massiver Satteldachbau, Fachwerkgiebel verputzt, im Kern 17. Jahrhundert | D-5-74-138-75 Wikidata  | BW             |
| Leßnergasse 14 (Standort)                                                           | Wohnhaus | Zweigeschossiger Satteldachbau, im Kern Fachwerk, 17./18. Jahrhundert | D-5-74-138-76 Wikidata  | weitere Bilder |
| Luitpoldstraße 45 (Standort)                                                        | Wohnhaus | Einfamilienhaus, eingeschossiger, verputzter Mansardwalmdachbau mit polygonalem, zweigeschossigen Eckerkerturm mit Zeltdach, Zwerchhaus mit Mansarddach, Schleppgauben sowie Lisenen- und Gesimsgliederung, barockisierender Historismus, von Julius Leonhardt, 1911 | D-5-74-138-395          | BW             |
| Lukasgasse 4 (Standort)                                                             | Wohnhaus | Zweigeschossiger giebelständiger Sandsteinbau mit Satteldach, Erdgeschoss massiv, Obergeschoss und Giebel Fachwerk, im Kern zweite Hälfte 16. Jahrhundert | D-5-74-138-78 Wikidata  | BW             |
| Marktplatz 1 (Standort)                                                             | Rathaus | Freistehender zweigeschossiger Sandsteinbau mit Satteldach, Satteldachgauben und Gesimsgliederung, Firstreiter mit Spitzhelm, um 1553, umgebaut 1603 nach Plänen von Gilg Bayr; mit Ausstattung | D-5-74-138-79 Wikidata  | weitere Bilder |
| Marktplatz 2 (Standort)                                                             | Stadttor, sogenanntes Unteres oder Nürnberger Tor                                                                                   | Dreigeschossiger langrechteckiger Sandsteinquaderbau mit Halbwalmdach und spitzbogiger Durchfahrt, 14./16. Jahrhundert, bezeichnet „1526“ | D-5-74-138-80 Wikidata  | weitere Bilder |
| Marktplatz 4 (Standort)                                                             | Wohnhaus | Zweigeschossiger giebelständiger Steildachbau mit Schopf, Obergeschoss und Giebel in Fachwerk, nach Brand 1553 wiederaufgebaut um 1556 (dendrochronologisch datiert), verändert 18. Jahrhundert | D-5-74-138-81 Wikidata  | weitere Bilder |
| Marktplatz 4; Marktplatz 14; Mauergasse 11; Mauergasse 12; Mauergasse 16 (Standort) | Felsenkellersystem | Umfangreiche, aus dem Sandsteinfelsen gehauene mehrgeschossige Kelleranlage mit Lagerräumen, Eiskellern, Gängen, Brunnen und historischen Treppenanlagen, frühes 17. bis 19. Jahrhundert, zahlreich bezeichnet | D-5-74-138-330 Wikidata | BW             |
| Marktplatz 5 (Standort)                                                             | Wohn- und Geschäftshaus | Zweigeschossiger Steildachbau mit Fachwerkgiebel, im Kern 17./18. Jahrhundert | D-5-74-138-82 Wikidata  | weitere Bilder |
| Marktplatz 7; Nähe Mauergasse (Standort)                                            | Ehemaliges Ackerbürgeranwesen | Wohnhaus: zweigeschossiger Satteldachbau, Erdgeschoss massiv, Obergeschoss und Giebel Fachwerk, 18. Jahrhundert Scheune: Sandstein und Fachwerk, 18./19. Jahrhundert | D-5-74-138-347 Wikidata | weitere Bilder |
| Marktplatz 9; Marktplatz 10 (Standort)                                              | Wohn- und Geschäftshaus | Dreigeschossiges traufständiges Doppelhaus, Sandsteinquaderbau mit Satteldach, drittes Viertel 19. Jahrhundert | D-5-74-138-83 Wikidata  | weitere Bilder |
| Marktplatz 12 (Standort)                                                            | Wohn- und Geschäftshaus | Zweigeschossiger massiver Sandsteinquaderbau, drittes Viertel 19. Jahrhundert | D-5-74-138-84 Wikidata  | weitere Bilder |
| Marktplatz 13 (Standort)                                                            | Wohn- und Geschäftshaus | Zweigeschossiger Satteldachbau mit Fachwerkobergeschoss und -giebel, im Kern zweite Hälfte 16. Jahrhundert, verändert im 18. Jahrhundert, rückwärtig angebauter Wirtschaftsflügel mit Galerie, bezeichnet „1710“ | D-5-74-138-85 Wikidata  | weitere Bilder |
| Marktplatz 14 (Standort)                                                            | Wohn- und Geschäftshaus | Zweigeschossiger Sandsteinquaderbau mit Steildach, erste Hälfte 19. Jahrhundert | D-5-74-138-86 Wikidata  | weitere Bilder |
| Marktplatz 17 (Standort)                                                            | Wohn- und Geschäftshaus | Zweigeschossiger Satteldachbau mit Zwerchhaus, Obergeschoss und Giebel Fachwerk, 18./19. Jahrhundert | D-5-74-138-87 Wikidata  | weitere Bilder |
| Marktplatz 18 (Standort)                                                            | Wohn- und Geschäftshaus | Breiter zweigeschossiger Schopfwalmdachbau mit Fachwerkobergeschoss und -giebel, 17. Jahrhundert | D-5-74-138-88 Wikidata  | weitere Bilder |
| Marktplatz 19 (Standort)                                                            | Ehemaliges Ackerbürgerhaus | Zweigeschossiger Satteldachbau, Erdgeschoss Sandstein, Obergeschoss Fachwerk, rückwärtig angebauter Wirtschaftsflügel mit vorkragenden Fachwerkobergeschossen, im Kern zweite Hälfte 16. Jahrhundert, verändert Ehemalige Scheune, Sandstein und Fachwerk, 17./18. Jahrhundert | D-5-74-138-89 Wikidata  | weitere Bilder |
| Marktplatz 20 (Standort)                                                            | Wohn- und Geschäftshaus | Zweigeschossiger Satteldachbau, im Kern 17. Jahrhundert | D-5-74-138-90 Wikidata  | weitere Bilder |
| Marktplatz 21; Marktplatz 22; Mauergasse 34 (Standort)                              | Gasthaus zum Wilden Mann | Zweigeschossiger traufständiger Satteldachbau, Erdgeschoss Sandsteinquader, Obergeschoss und Giebel Fachwerk, bezeichnet „1627“ Nebengebäude: zweigeschossiger Sandsteinquaderbau mit Tordurchfahrt, 17./18. Jahrhundert Scheune: Sandsteinbau, im Kern zweite Hälfte 16. Jahrhundert, bezeichnet „1769“ Zwei ehemalige Wirtschaftsflügel: zweigeschossige Satteldachbauten mit Galerie, 17./18. Jahrhundert, um Innenhof gruppiert | D-5-74-138-91 Wikidata  | weitere Bilder |
| Marktplatz 23 (Standort)                                                            | Wohn- und Geschäftshaus | Zweigeschossiger giebelständiger, verputzter Fachwerkbau mit Steilsatteldach und Schopf, im Kern wohl 1. Hälfte 16. Jahrhundert Hofseitig Rückgebäude: dreigeschossiger Fachwerkbau mit Satteldach, vermutlich gleichzeitig Felsenkeller: zweigeschossige Kelleranlage mit Brunnen, vermutlich gleichzeitig | D-5-74-138-93 Wikidata  | weitere Bilder |
| Marktplatz 24 (Standort)                                                            | Wohn- und Geschäftshaus | Zweigeschossiger Steildachbau mit reichem Fachwerkobergeschoss und -giebel, im Kern erste Hälfte 16. Jahrhundert, verändert 17./18. Jahrhundert | D-5-74-138-94 Wikidata  | weitere Bilder |
| Marktplatz 25 (Standort)                                                            | Wohn- und Geschäftshaus | Zweigeschossiger Satteldachbau, 17. bis 19. Jahrhundert, rückwärtig bezeichnet „1863“ | D-5-74-138-95 Wikidata  | weitere Bilder |
| Marktplatz 26 (Standort)                                                            | Wohnhaus | Schmaler zweigeschossiger Steildachbau, Obergeschoss in Fachwerk, 17./18. Jahrhundert, an das Obere Tor gebaut | D-5-74-138-96 Wikidata  | weitere Bilder |
| Marktplatz 27 (Standort)                                                            | Stadttor, sogenanntes Oberes oder Hersbrucker Tor                                                                                   | Quadratischer viergeschossiger Sandsteinquaderbau mit Spitzhelm, 14./15. Jahrhundert, bezeichnet „1476“ | D-5-74-138-97 Wikidata  | weitere Bilder |
| Marktplatz 31 (Standort)                                                            | Apotheke | Zweigeschossiger Steildachbau, im Kern 17. Jahrhundert, verändert mit gotisierender Sandsteinfassade, wohl zweites Viertel 19. Jahrhundert | D-5-74-138-99 Wikidata  | weitere Bilder |
| Marktplatz 36 (Standort)                                                            | Keller eines Rückgebäudes | Sandstein, 16./17. Jahrhundert | D-5-74-138-100 Wikidata | weitere Bilder |
| Marktplatz 37 (Standort)                                                            | Wohn- und Geschäftshaus | Breit gelagerter zweigeschossiger Eckbau mit mächtigem Steilsatteldach, 17./18. Jahrhundert | D-5-74-138-101 Wikidata | weitere Bilder |
| Marktplatz 38 (Standort)                                                            | Ehemaliges Brauerei- und Metzgeranwesen                                                                                             | Zweigeschossiger Eckbau mit Steilsatteldach und Sandsteinfassade, im Kern nach 1553, bezeichnet „1793“, südliche Erweiterung um 1911 Mit weitläufiger, dreigeschossiger Kelleranlage und Hausbrunnen, wohl mittelalterlich | D-5-74-138-102 Wikidata | weitere Bilder |
| Marktplatz 39 (Standort)                                                            | Wohn- und Geschäftshaus | Zweigeschossiger Satteldachbau mit Sandsteinquaderfassade, im Kern 17. Jahrhundert, verändert im 19. Jahrhundert | D-5-74-138-103 Wikidata | weitere Bilder |
| Marktplatz 40 (Standort)                                                            | Wohn- und Geschäftshaus | Zweigeschossiger Steildachbau, rückwärtig Fachwerkgiebel und Galerie, im Kern 17. Jahrhundert Nebengebäude: Fachwerk | D-5-74-138-104 Wikidata | weitere Bilder |
| Marktplatz 41 (Standort)                                                            | Saalbau eines ehemaligen Gasthauses                                                                                                 | Dreigeschossiger giebelständiger Sandsteinquaderbau mit bossierter Eckquaderung und Volutengiebel, Fassade in Formen der Neurenaissance, im Kern 17. Jahrhundert, bezeichnet „1907“ | D-5-74-138-105 Wikidata | weitere Bilder |
| Marktplatz 42 (Standort)                                                            | Gasthaus | Breit gelagerter Sandsteinquaderbau mit Satteldach, Rundbogenportal in Rustikafeld, 17. Jahrhundert Scheune: Sandsteinquaderbau | D-5-74-138-106 Wikidata | weitere Bilder |
| Marktplatz 43 (Standort)                                                            | Wohn- und Geschäftshaus | Zweigeschossiger Steildachbau mit Sandsteinfassade, im Kern 17. Jahrhundert | D-5-74-138-107 Wikidata | weitere Bilder |
| Marktplatz 44 (Standort)                                                            | Wohn- und Geschäftshaus | Zweigeschossiger massiver Steildachbau, im Kern 17./18. Jahrhundert, Sandsteinfassade renoviert bezeichnet „1913“ Nebengebäude: schmaler Satteldachbau, massiv und Fachwerk, 17. Jahrhundert; Nebengebäude: Sandsteinquaderbau mit Fachwerkgiebel, wohl 18./19. Jahrhundert | D-5-74-138-108 Wikidata | weitere Bilder |
| Marktplatz 45 (Standort)                                                            | Wohn- und Geschäftshaus | Zweigeschossiger Satteldachbau, Sandstein und Fachwerk, im Kern 17./18. Jahrhundert, modernisiert | D-5-74-138-109 Wikidata | weitere Bilder |
| Marktplatz 46 (Standort)                                                            | Wohn- und Geschäftshaus | Zweigeschossiger Steildachbau mit Fachwerkgiebel, 18./19. Jahrhundert | D-5-74-138-110 Wikidata | weitere Bilder |
| Marktplatz 47 (Standort)                                                            | Wohn- und Geschäftshaus | Zweigeschossiger Satteldachbau mit Sandsteinfassade und Staffelgiebel, in neugotischen Formen, Mitte 19. Jahrhundert | D-5-74-138-111 Wikidata | weitere Bilder |
| Marktplatz 53 (Standort)                                                            | Gasthaus zum Roten Ochsen | Zweigeschossiger Satteldachbau mit Sandsteinfassade und Fachwerkgiebel, im Kern Mitte 16. Jahrhundert und 17. Jahrhundert, Portal bezeichnet „1782“ | D-5-74-138-112 Wikidata | weitere Bilder |
| Marktplatz 55 (Standort)                                                            | Wohnhaus | Schmaler dreigeschossiger Satteldachbau mit Fachwerkobergeschoss und -zwerchhaus mit Halbwalmdach, im Kern wohl 18. Jahrhundert | D-5-74-138-113 Wikidata | weitere Bilder |
| Mauergasse 5 (Standort)                                                             | Ehemalige Scheune, jetzt Wohnhaus                                                                                                   | Eingeschossiger Mansarddachbau mit Fachwerkgiebel, 18. Jahrhundert | D-5-74-138-114 Wikidata | BW             |
| Meißenbachstraße 21 (Standort)                                                      | Ehemaliges Bettelrichterhaus | Zweigeschossiger Satteldachbau mit Sandsteinquadersockelgeschoss, zweite Hälfte des 17. Jahrhunderts, Fachwerkobergeschoss und -giebel, um 1800 | D-5-74-138-345 Wikidata | BW             |
| Nähe Höllgasse; Sichartstraße 5; Sichartstraße 9; Sichartstraße 11 (Standort)       | Schleifmühle, sogenannte Reichel’sche Schleife                                                                                      | Zweigeschossiger verputzter Ziegelsteinbau mit Satteldach, wohl zweite Hälfte 19. Jahrhundert; mit Ausstattung Zwei Mühlräder: zweite Hälfte 19. Jahrhundert | D-5-74-138-352 Wikidata | weitere Bilder |
| Nähe Höllgasse (Standort)                                                           | Ehemalige Scheune | Zweigeschossiger Steilsatteldachbau mit Fachwerkobergeschoss und -giebel, 18. Jahrhundert | D-5-74-138-357 Wikidata | weitere Bilder |
| Nähe Mauergasse (Standort)                                                          | Scheune | Sandsteinquaderbau mit Steildach, erste Hälfte 19. Jahrhundert | D-5-74-138-116 Wikidata | BW             |
| Nähe Pegnitzstraße, Ecke Nürnberger Straße/Pegnitztalstraße (Standort)              | Bildstock | Aus Werksteinen gemauert, in Nische Hochrelief einer Kreuzigungsgruppe, 15./16. Jahrhundert | D-5-74-138-174 Wikidata | BW             |
| Nähe Sichartstraße, neben Sichartstraße 16 (Standort)                               | Stadel | Massiver Steildachbau mit Fachwerkgiebel, 17./18. Jahrhundert | D-5-74-138-137 Wikidata | BW             |
| Nähe Simonshofer Straße (Standort)                                                  | Scheune | Steildachbau mit Fachwerkgiebel, Erdgeschoss Sandstein, 19. Jahrhundert | D-5-74-138-363 Wikidata | BW             |
| Nähe Simonshofer Straße (Standort)                                                  | Scheune | Steildachbau mit Fachwerkgiebel, Erdgeschoss Sandstein, 19. Jahrhundert | D-5-74-138-364 Wikidata | BW             |
| Nürnberger Straße 4 (Standort)                                                      | Ehemaliges Bauernhaus | Eingeschossiger breit gelagerter Steildachbau, im Kern Fachwerk, 17. Jahrhundert | D-5-74-138-117 Wikidata | BW             |
| Nürnberger Straße 26 (Standort)                                                     | Wohnhaus | Zweigeschossiger Satteldachbau, Obergeschoss und Giebel verputztes Fachwerk, bezeichnet „1690“, mit straßenseitigem Anbau | D-5-74-138-119 Wikidata | BW             |
| Nürnberger Straße 28 (Standort)                                                     | Ehemaliges Bauernhaus | Zweigeschossiger traufständiger Satteldachbau, Sandstein, Obergeschoss zum Teil Fachwerk, bezeichnet „1719“, rückwärtiger Anbau, bezeichnet „1798“ | D-5-74-138-120 Wikidata | BW             |
| Pegnitz, Johannisstraße (Standort)                                                  | Bogenbrücke | Fünfbogige Flussbrücke, Sandsteinquaderbau, 1852 vollendet | D-5-74-138-342 Wikidata | weitere Bilder |
| Samstagstraße 1; Samstagstraße 3 (Standort)                                         | Wohnhaus | Zweigeschossiger Fachwerkbau, verputzt, Satteldach mit Zwerchhaus, bezeichnet „1898“, angebauter ehemaliger Fachwerkstadel, 18./19. Jahrhundert | D-5-74-138-124 Wikidata | BW             |
| Samstagstraße 2 (Standort)                                                          | Villa, Wohnhaus der Barthschen Kunstmühle                                                                                           | Zweigeschossiger traufseitiger Sandsteinquaderbau mit Mansarddach sowie Zwerchhaus und Gauben mit Voluten und Schweifgiebeln, an der Flussseite dreiseitiger Fachwerkerker und Altane, an der Ostseite polygonaler Bodenerker mit Zeltdach und Terrasse mit Balustergeländer, zweiläufiger Treppe und Brunnen mit Muschelnische, weitgehend neu errichtet 1898, Umbau und Erweiterung nach Süden bezeichnet „1912“ | D-5-74-138-125 Wikidata | weitere Bilder |
| Schlossinsel 1 (Standort)                                                           | Burg | Unregelmäßige, um dreieckigen Innenhof gruppierte mittelalterliche Anlage aus Buckelquadermauerwerk, angelegt im 12. Jahrhundert, erneuert unter Kaiser Karl IV. 1356–60, Veränderungen im 16./17. Jahrhundert und 1900/01: im Norden und Osten zwei drei- bzw. viergeschossige Palasflügel mit Sattel- und Walmdächern, im Westen ehemaliger Bergfried, mit nach Süden abgewalmtem Satteldach, im Süden Ringmauer mit Satteldachabschluss und rechteckiger Torturm mit Zeltdach und Fachwerkerker auf der Traufe; mit Ausstattung Im Süden und Westen vorgelagert: Reste der umlaufenden Zwingermauer, Sandsteinquadermauerwerk Torhaus: Sandstein- und Fachwerkbau mit Satteldach, bezeichnet „1577“ An die ehemalige Zwingermauer gebaut Remise: erdgeschossiger, abgewinkelter Sandsteinquaderbau mit Satteldach Zwei Rundtürme: Sandsteinquaderbauten mit Zeltdächern | D-5-74-138-128 Wikidata | weitere Bilder |
| Schlossplatz 2 (Standort)                                                           | Fachwerkobergeschoss eines Vorgängerbaus                                                                                            | 17./18. Jahrhundert, als zweites Obergeschoss wiederverwendet | D-5-74-138-129 Wikidata | BW             |
| Sichartstraße 2 (Standort)                                                          | Wohnhaus | Zweigeschossiger Satteldachbau, Obergeschoss und Giebel Fachwerk, im Kern zweite Hälfte 16. Jahrhundert, verändert im 18. Jahrhundert | D-5-74-138-170 Wikidata | BW             |
| Sichartstraße 4; Sichartstraße 6 (Standort)                                         | Wohnhaus | Reihenhausbebauung, zweigeschossige Satteldachbauten, massiv und Fachwerk, im Kern 18. Jahrhundert | D-5-74-138-171 Wikidata | BW             |
| Sichartstraße 5 (Standort)                                                          | Ehemaliges Elektrizitätswerk II | Zweigeschossiger freisichtiger Ziegelsteinbau mit Satteldach, Dachtragwerk dendrochronologisch datiert 1605, Umbauten 1884, 1899 und um 1926, seit 1992 Teil des Industriemuseums | D-5-74-138-133 Wikidata | weitere Bilder |
| Sichartstraße 8; Sichartstraße 10 (Standort)                                        | Doppelhaus | Dreigeschossiger Eckbau mit Satteldach, Sandsteinquadererdgeschoss sowie Fachwerkobergeschosse und -giebel, dendrochronologisch datiert 1682/83 | D-5-74-138-134 Wikidata | Doppelhaus     |
| Sichartstraße 9 (Standort)                                                          | Ehemaliges Eisenhammerwerk | Zweigeschossiger freisichtiger Ziegelsteinbau mit Satteldach, Aufzugsgaube und Kamin, flussseitig Zwerchhaus mit Satteldach, zweite Hälfte 19. Jahrhundert, teilweise Erneuerung 1887, mit technischer Ausstattung, seit 1992 Teil des Industriemuseums Lauf | D-5-74-138-131 Wikidata | BW             |
| Sichartstraße 9 (Standort)                                                          | Ehemalige Mühle und Elektrizitätswerk I                                                                                             | zweigeschossiger Sandsteinquaderbau mit Satteldach, Obergeschoss teilweise Fachwerk, westlich eingeschossiger Ziegelsteinanbau mit flachem Pultdach, auf Eisensäulen im Fluss, dendrochronologisch datiert 1708, Anbau um 1880/85, seit 1992 Teil des Industriemuseums Lauf | D-5-74-138-132 Wikidata | weitere Bilder |
| Sichartstraße 11 (Standort)                                                         | Ehemalige Mühle, sogenannte Roggenmühle                                                                                             | Zweigeschossiger Sandsteinquaderbau mit Satteldach, bezeichnet „1544“, verändert Mitte 19. Jahrhundert und 1894, seit 1992 Teil des Industriemuseums Lauf | D-5-74-138-135 Wikidata | weitere Bilder |
| Sichartstraße 12 (Standort)                                                         | Ehemaliger Stadel | Eingeschossiger Giebelbau mit Steilsatteldach, Erdgeschoss aus Sandsteinmauerwerk, südlicher Giebel in Fachwerkkonstruktion, 16. Jahrhundert | D-5-74-138-388 Wikidata | BW             |
| Sichartstraße 19; Sichartstraße 15; Sichartstraße 17; Sichartstraße 25 (Standort)   | Mühlen- und Hammerwerk am abgegangenen Wehr III, ab 1911 Ventilkegelfabrik Dietz & Pfriem, seit 2008 Teil des Industriemuseums Lauf | Bürogebäude: zweigeschossiger, giebelständiger Mansarddachbau mit Schopfwalm, Gesimsgliederung und Ecklisenen, westlich angebaut Dreherei, langgestreckter, zweigeschossiger Satteldachbau mit Fachwerkobergeschoss und Zwerchhäusern mit Satteldächern, wohl 19. Jahrhundert, Bürogebäude im Kern vermutlich 18. Jahrhundert, Umbau von Robert Kappler, 1917, Anbau Ende 19./Anfang 20. Jahrhundert; mit Ausstattung Mahlmühle, sog. Riedner-Mühle: zweigeschossiger Sandsteinquaderbau mit Satteldach, flachem Mittelrisalit, Zwerchhaus mit Schopf, Gesimsgliederung und Rundbogenfenstern, neu errichtet 1848/50 Rest einer Fachwerkscheune: Steilsatteldachbau mit Fachwerkgiebel, 18./erstes Viertel 19. Jahrhundert, Abbruch der nördlichen Hälfte 1927 Schmiede: zweigeschossiger, giebelständiger Satteldachbau mit zweigeschossigen, traufseitigen Seitenflügeln, vermutlich Mitte 19. Jahrhundert, westlicher Anbau Ende 19. Jahrhundert, östlicher Anbau 1915/18 Dreherei, sog. Schuhmann-Bau: zweigeschossiger, traufseitiger Walmdachbau mit Satteldachzwerchhäusern und oktogonalem Uhrturm mit Welscher Haube, von Robert Kappler, 1915 Sogenannter Wasserbau: langgestreckter, zweigeschossiger Putzbau mit Pultglasdach und dreigeschossigen Risaliten mit Satteldächern, zum Teil auf Betonpfeilern im Fluss gestellt, 1936/37 | D-5-74-138-334 Wikidata | weitere Bilder |
| Sichartstraße 27 (Standort)                                                         | Doppelhaus, Mietzinshaus | Zweigeschossiger Fachwerkbau auf Sandsteinsockel, von 1670/72 (dendrochronologisch datiert), teilweise erneuert | D-5-74-138-138 Wikidata | BW             |
| Sichartstraße 30 (Standort)                                                         | Wohnhaus | Zweigeschossiger Schopfwalmdachbau mit Fachwerkgiebel, massiv ausgebaut, 19. Jahrhundert | D-5-74-138-139 Wikidata | BW             |
| Siebenkeesstraße 6 a (Standort)                                                     | Wohnhaus | Eingeschossiger Steildachbau mit Fachwerkgiebel, 17. Jahrhundert | D-5-74-138-140 Wikidata | BW             |
| Siebenkeesstraße 7 (Standort)                                                       | Ehemaliges Bauernhaus | Schopfwalmdachbau, massiv und Fachwerk, 18. Jahrhundert | D-5-74-138-141 Wikidata | BW             |
| Siebenkeesstraße 21 (Standort)                                                      | Wohnhaus | Zweigeschossiger Satteldachbau, Erdgeschoss Sandstein, Obergeschoss und Giebel Fachwerk, bezeichnet „1821“ | D-5-74-138-142 Wikidata | BW             |
| Nähe Siebenkeesstraße (Standort)                                                    | Landschaftsgarten, sogenannter Barth’scher Garten                                                                                   | Anlage entlang der Pegnitz mit Bootsanlege Gartenpavillon: neubarock, bezeichnet „1901“ Einfriedung: Mauer und Torpfeiler, Sandstein, 19. bis Anfang 20. Jahrhundert | D-5-74-138-351 Wikidata | weitere Bilder |
| Simonshofer Straße 25 (Standort)                                                    | Ehemalige Scheune | Fachwerkbau mit Satteldach, Erdgeschoss teilweise massiv, 18./19. Jahrhundert | D-5-74-138-145 Wikidata | BW             |
| Spitalstraße 3 (Standort)                                                           | Wohnhaus | Eingeschossiger Mansarddachbau, massiv und Fachwerk verputzt, Ende 18. Jahrhundert | D-5-74-138-147 Wikidata | BW             |
| Spitalstraße 4 (Standort)                                                           | Wirtshaus | Zweigeschossiger Satteldachbau, massiv und Fachwerk, 18. Jahrhundert | D-5-74-138-148 Wikidata | BW             |
| Spitalstraße 5 (Standort)                                                           | Kirchenruine der ehemaligen Spitalkirche St. Leonhard                                                                               | Reste der Langhausmauern und rechteckiger Chorturm mit Spitzhelm, Sandsteinquadermauerwerk, 1374–1382 erbaut, zerstört 1553 | D-5-74-138-362 Wikidata | weitere Bilder |
| Spitalstraße 5 (Standort)                                                           | Spital, sogenanntes Glockengießerspital                                                                                             | Nach Kriegszerstörung im Markgrafenkrieg 1554–1558 wiederaufgebaut, erweitert 17./18. Jahrhundert, um Innenhof gruppierte Anlage, mit Ausstattung: Pfründnerhaus: zweigeschossiger Sandsteinquaderbau mit Fachwerkobergeschoss, Satteldach mit zweigeschossigen Kranerker, mit Treppenturm und angebautem sogenanntem Küchenbau Scheune: zweigeschossiger Fachwerkbau mit Satteldach, teilweise in Sandstein erneuert „1693“ (bezeichnet) Scheunen-Stall-Gebäude mit Wehrgang: schmaler zweigeschossiger Fachwerkbau mit Satteldach, im Kern 1559 (dendrochronologisch datiert), Einbau des Wehrgangs um 1681 (dendrochronologisch datiert), Umbau bezeichnet „1736“ Gesindehaus: kleiner zweigeschossiger Sandsteinquaderbau, wohl 1616 Bräuhaus, heute Stadtarchiv: zweigeschossiger Sandsteinquaderbau mit Satteldach Hofmauer: Sandstein, bezeichnet „1643“ | D-5-74-138-149 Wikidata | weitere Bilder |
| Spitalstraße 6 (Standort)                                                           | Wohnhaus | Zweigeschossiger Satteldachbau, Erdgeschoss Sandstein, Obergeschoss und Giebel Fachwerk, 17./18. Jahrhundert | D-5-74-138-150 Wikidata | BW             |
| Spitalstraße 10 (Standort)                                                          | Wohnhaus | Zweigeschossiger Satteldachbau, Erdgeschoss massiv, Obergeschoss und Giebel Fachwerk verputzt, 18. Jahrhundert | D-5-74-138-151 Wikidata | weitere Bilder |
| Spitalstraße 12 (Standort)                                                          | Wohnhaus | Zweigeschossiges Eckhaus mit Satteldach, im Kern Fachwerkbau des 17. Jahrhunderts, stark erneuert | D-5-74-138-152 Wikidata | weitere Bilder |
| Spitalstraße 14 (Standort)                                                          | Wohnhaus | Zweigeschossiger Sandsteinquaderbau mit Satteldach, 18. Jahrhundert | D-5-74-138-153 Wikidata | BW             |
| Spitalstraße 15, zwischen Nummer 17 und 19 (Standort)                               | Spitzbogen des ehemaligen Tränktores                                                                                                | Sandstein, wohl 16. Jahrhundert | D-5-74-138-161 Wikidata | BW             |
| Spitalstraße 16 (Standort)                                                          | Wohnhaus | Zweigeschossiger Sandsteinquaderbau mit Fachwerkgiebel, bezeichnet „1740“ | D-5-74-138-154 Wikidata | BW             |
| Spitalstraße 18 (Standort)                                                          | Ehemaliges Kantorhaus | Zweigeschossiger giebelständiger Satteldachbau mit Sandsteinquaderfassade, Freitreppe mit Wangen und klassizistischer Haustüre, spätes 17./18. Jahrhundert, verändert im 19. Jahrhundert | D-5-74-138-155 Wikidata | BW             |
| Spitalstraße 20 (Standort)                                                          | Wohnhaus | Zweigeschossiger Satteldachbau, Fachwerkobergeschoss auf massivem Erdgeschoss, bezeichnet „1710“ | D-5-74-138-156 Wikidata | BW             |
| Spitalstraße 22 (Standort)                                                          | Ehemaliges Gasthaus | Zweigeschossiger traufständiger Satteldachbau, verputztes Fachwerkobergeschoss auf massivem Erdgeschoss, 17. Jahrhundert Nebengebäude: mehrgeschossiger Fachwerkbau mit Satteldach, 17. Jahrhundert | D-5-74-138-157 Wikidata | BW             |
| Spitalstraße 23 (Standort)                                                          | Wohn- und Geschäftshaus | Zweigeschossiger traufständiger Satteldachbau mit vorkragendem Fachwerkobergeschoss, verputzt, 17./18. Jahrhundert | D-5-74-138-158 Wikidata | BW             |
| Spitalstraße 24 (Standort)                                                          | Wohnhaus | Zweigeschossiger Satteldachbau, massiv und Fachwerk, im Kern 17. Jahrhundert | D-5-74-138-159 Wikidata | BW             |
| Spitalstraße 26 (Standort)                                                          | Ehemaliges Handwerkerhaus | Zweigeschossiges Eckhaus, Schopfwalmdachbau, Erdgeschoss und Giebelfassade Sandstein, Obergeschoss reiches Fachwerk, bezeichnet „1710“ | D-5-74-138-160 Wikidata | BW             |
| Sankt-Salvator-Weg 7 (Standort)                                                     | Ehemaliges Verlagshaus | Zweigeschossiger massiver Mansarddachbau mit Zwerchhaus, Neubau von 1926 | D-5-74-138-127 Wikidata | BW             |
| Turnstraße 15 (Standort)                                                            | Wohnhaus | Zweigeschossiger Eckbau mit steilem Halbwalmdach, Schleppgauben und Aufzugszwerchhaus mit vorspringender Bedachung, Erdgeschoss aus Sandsteinquadermauerwerk, Obergeschoss, Giebel und Zwerchhaus in Fachwerk, dendrochronologisch datiert 1467, verändert zweite Hälfte 16. Jahrhundert | D-5-74-138-32 Wikidata  | weitere Bilder |
| Urlasstraße 24; Urlasstraße 26 (Standort)                                           | Villengruppe | Zwei aufeinander bezogene zweigeschossige malerische Massivbauten, jeweils mit Erker und Belvedere, in barockisierenden Jugendstilformen, von M. Fahrnholz, um 1910 Einfriedung: Mauer mit Holzzaun und Eingangstor, in Jugendstilformen, gleichzeitig Gartenhaus: freisichtiger Ziegelsteinbau mit Walmdach, gleichzeitig | D-5-74-138-162 Wikidata | BW             |
| Urlasstraße 36 (Standort)                                                           | Villa | Zweigeschossiger malerischer Walmdachbau mit Zwerchhaus und Turm, massiv und Fachwerk, um 1900 | D-5-74-138-164 Wikidata | BW             |
| Urlasstraße 40 (Standort)                                                           | Villa | Zweigeschossiger massiver Walmdachbau mit Seitenrisalit, hölzerner Loggia und Erker, Zwerchhäuser und Drempel Fachwerk, bezeichnet „1899“ | D-5-74-138-165 Wikidata | BW             |
| Wagnergasse 16 (Standort)                                                           | Fabrikantenvilla | Malerischer massiver Bau mit Steildach, späthistoristisch nach Plänen von Baumeister Schlötz 1898/1900 erbaut, 1928 expressionistisch umgebaut Gartentor: massiver Portalbau mit Metallgittertor, 1898/1900 Villengarten: wohl um 1900 angelegt | D-5-74-138-336 Wikidata | BW             |
| Wäschgasse 5 (Standort)                                                             | Wohnhaus | Zweigeschossiger Satteldachbau mit Fachwerkobergeschoss, im Kern 18. Jahrhundert, südlicher Anbau nach 1821 | D-5-74-138-166 Wikidata | BW             |
| Weigmannstraße 2 (Standort)                                                         | Wohn- und Geschäftshaus | Langgestreckter massiver Halbwalmdachbau mit Zwerchhaus, in Formen des Heimatstils, bezeichnet „1908“ | D-5-74-138-353 Wikidata | BW             |
| Weigmannstraße 8 (Standort)                                                         | Villa | Stattlicher zweigeschossiger asymmetrisch gruppierter Halbwalmdachbau mit Erkern, bezeichnet „1901“, Umbau 1919 Garten mit Terrassenanlage Einfriedung: Sandsteinmauer mit Metallgitterzaun und Tor, bezeichnet „1902“ | D-5-74-138-167 Wikidata | BW             |
| Weigmannstraße 23 (Standort)                                                        | Wohnhaus | zweigeschossiger, traufständiger Sandsteinquaderbau mit steilem Satteldach, Zwerchhaus und Gesimsgliederung, um 1860, Umbau um 1920; Nebengebäude, ehem. Hopfenmagazin, zweigeschossiger Ziegelsteinbau mit steilem Satteldach und Aufzugszwerchhaus mit Kranbalken, 1883; Einfriedung, Sandsteinquadersockel mit Rechteckpfeilern und Ornament-Metallgitterzaun, 2. Hälfte 19. Jh. | D-5-74-138-398          | BW             |
| Weigmannstraße 27 (Standort)                                                        | Hopfenhändler-Villa | Zweigeschossiger malerischer Massivbau mit steilem Walmdach, Risalit, Zwerchhäusern und dreigeschossigem Eckturm mit Welscher Haube, Neurenaissance, 1897 Nebengebäude: eingeschossiger Massivbau mit steilem Pultdach, gleichzeitig | D-5-74-138-168 Wikidata | BW             |
| Weigmannstraße 53 (Standort)                                                        | Villa | Zweigeschossiger massiver Halbwalmdachbau mit turmartigem Mittelrisalit, in neubarocken Formen, bezeichnet „1902“ Gartentor: neubarock, bezeichnet „1928“ | D-5-74-138-169 Wikidata | BW             |
| Zeltnerplatz 3 (Standort)                                                           | Ehemaliges Wohnhaus der Hammerschmiede                                                                                              | Freistehender zweigeschossiger Satteldachbau, massiv und Fachwerk, im Kern wohl spätmittelalterlich, 1523 (dendrochronologisch datiert), Ausbau zweite Hälfte 19. Jahrhundert; mit Ausstattung | D-5-74-138-335 Wikidata | BW             |
| Zeltnerplatz 5 (Standort)                                                           | Gasthaus | Freistehender zweigeschossiger Satteldachbau, massiv und Fachwerk, im Kern 17./18. Jahrhundert, umgebaut zweite Hälfte 19. Jahrhundert | D-5-74-138-172 Wikidata | BW             |

### Beerbach
| Lage                                            | Objekt                                                     | Beschreibung | Akten-Nr.               | Bild           |
| ----------------------------------------------- | ---------------------------------------------------------- | --- | ----------------------- | -------------- |
| Beerbacher Hauptstraße 10 (Standort)            | Ehemaliges Wohnstallhaus                                   | Eingeschossiger Satteldachbau mit Fachwerkgiebel, frühes 19. Jahrhundert, Aufstockung mit beidseitigem Eckzwerchhaus, um 1910/20 | D-5-74-138-355 Wikidata | BW             |
| Beerbacher Hauptstraße 12 (Standort)            | Bauernhaus                                                 | Eingeschossiger massiver Steildachbau mit Fachwerkgiebel, ehemals bezeichnet „1835“ | D-5-74-138-176 Wikidata | BW             |
| Egidienstraße 2 (Standort)                      | Ehemaliges Gasthaus                                        | Zweigeschossiger Sandsteinquaderbau mit Satteldach, Gesimsgliederung und zweigeschossigem Satteldachanbau mit quergestellter Firstlinie, um 1850 Scheune: Sandsteinquaderbau mit Satteldach, wohl Mitte 19. Jahrhundert | D-5-74-138-177 Wikidata | BW             |
| Heuweg 1 (Standort)                             | Bauernhaus                                                 | Zweigeschossiger Sandsteinquaderbau mit Steildach, Mitte 19. Jahrhundert Einfriedung: Metallgitterzaun mit Steinpfosten, zweite Hälfte 19. Jahrhundert | D-5-74-138-178 Wikidata | BW             |
| Heuweg 4; Nähe Heuweg; Webergasse 4 (Standort)  | Scheune                                                    | Fachwerkbau mit Satteldach, erste Hälfte 19. Jahrhundert | D-5-74-138-179 Wikidata | BW             |
| Heuweg 15 (Standort)                            | Bauernhof                                                  | Bauernhaus: eingeschossiger Sandsteinquaderbau mit Satteldach, Mitte 19. Jahrhundert Scheune: Steildachbau, Fachwerk und Sandstein, 19. Jahrhundert Stall und Remise: Ziegelsteinbau mit überkragendem Satteldach, wohl zweite Hälfte 19. Jahrhundert | D-5-74-138-180 Wikidata | BW             |
| Nähe Beerbacher Hauptstraße (Standort)          | Hydraulischer Widder der alten Beerbacher Wasserversorgung | Ehemals mit Holzverschalung | D-5-74-138-187 Wikidata | BW             |
| Pfarrhof 1 (Standort)                           | Ehemaliges Schulhaus                                       | Zweigeschossiger Sandsteinquaderbau mit Mansardhalbwalmdach, 1752, erweitert und verändert 1896 | D-5-74-138-181 Wikidata | BW             |
| Pfarrhof 3; Nähe Pfarrhof; Dornespan (Standort) | Pfarrhaus                                                  | Zweigeschossiger Sandsteinbau mit Mansardhalbwalmdach, 1734 Scheune: Fachwerkbau mit Sandsteinsockel und -giebel, 18. Jahrhundert Pfarrgarten Quelle: sogenannte Nikolausquelle, mittelalterlicher Heilbrunnen, 1660 gefasst | D-5-74-138-182 Wikidata | BW             |
| Pfarrhof 5 (Standort)                           | Evangelisch-lutherische Pfarrkirche St. Egidien            | Gotischer Sandsteinquaderbau, Langhaus mit steilem Satteldach, eingezogenem Rechteckchor und viergeschossigem Westturm mit Gesimsgliederung und hohem Spitzhelm, Chor Ende 15. Jahrhundert, Langhaus 1500/1520, Westturm 1685; mit Ausstattung Kirchhofeinfriedung: Sandsteinquadermauer mit profilierten Torpfeilern und barocken Aufsätzen, 18. Jahrhundert Friedhof: mit Grabdenkmälern des 19. Jahrhunderts Bahrhaus: kleiner Rechteckbau mit Walmdach, 1757 | D-5-74-138-183 Wikidata | weitere Bilder |
| Webergasse 3 (Standort)                         | Bauernhof                                                  | Bauernhaus: eingeschossiger Steildachbau mit verputztem Fachwerkgiebel und giebelseitigem Vorbau, 18. Jahrhundert Scheune: langgestreckter Fachwerkbau, Satteldach mit Hopfengauben, 19. Jahrhundert Scheune: Fachwerkbau mit Steildach, 19. Jahrhundert Scheune: kleiner Fachwerkbau mit flachem Satteldach, 19. Jahrhundert | D-5-74-138-185 Wikidata | BW             |
| Webergasse 4 (Standort)                         | Bauernhof                                                  | Bauernhaus: eingeschossiger Sandsteinquaderbau mit Steildach, Mitte 19. Jahrhundert, Aufstockung mit Zwerchhaus, wohl frühes 20. Jahrhundert Nebengebäude: Hopfendarre, zweigeschossiger Sandsteinquaderbau, Mitte 19. Jahrhundert Schweinestall: langgestreckter Sandsteinquaderbau, Mitte 19. Jahrhundert Scheune: Fachwerkbau, Satteldach mit Hopfengauben, 18. Jahrhundert                                                                                   | D-5-74-138-186 Wikidata | BW             |

### Bullach
| Lage                                                                | Objekt                                                  | Beschreibung                                                         | Akten-Nr.               | Bild           |
| ------------------------------------------------------------------- | ------------------------------------------------------- | -------------------------------------------------------------------- | ----------------------- | -------------- |
| Lärchenbühlstraße 3 (Standort)                                      | Wohnstallhaus                                           | Zweigeschossiger Sandsteinquaderbau mit Steildach, bezeichnet „1868“ | D-5-74-138-189 Wikidata | weitere Bilder |
| Nähe Lottengraben, südlich der Straße Richtung Eckenhaid (Standort) | Grenzstein (Reichsstadt Nürnberg/Herrschaft Rothenberg) | Sandstein, 1523                                                      | D-5-74-138-191 Wikidata | BW             |
| Neben Obere Eisenstraße 28 (Standort)                               | Grenzstein (Reichsstadt Nürnberg/Herrschaft Rothenberg) | Sandstein, 1540                                                      | D-5-74-138-192 Wikidata | BW             |

### Dehnberg
| Lage                                               | Objekt                                              | Beschreibung | Akten-Nr.               | Bild           |
| -------------------------------------------------- | --------------------------------------------------- | --- | ----------------------- | -------------- |
| Dehnberg 1 (Standort)                              | Evangelisch-lutherische Filialkirche Sankt Nikolaus | Rechteckiger Sandsteinquaderbau mit flachem Satteldach und Dachreiter, in Formen der Neuromanik, 1842; mit Ausstattung Friedhofsmauer: Sandstein, wohl Mitte 19. Jahrhundert | D-5-74-138-193 Wikidata | BW             |
| Dehnberg 3 (Standort)                              | Ehemaliges Wohnstallhaus                            | Zweigeschossiger Sandsteinquaderbau mit Steildach, 1882 | D-5-74-138-194 Wikidata | BW             |
| Dehnberg 5 (Standort)                              | Ehemaliges Wohnstallhaus                            | Zweigeschossiger Sandsteinquaderbau mit Satteldach, nach Mitte 19. Jahrhundert Scheune: Sandsteinbau, zweite Hälfte 19. Jahrhundert | D-5-74-138-195 Wikidata | BW             |
| Dehnberg 11 (Standort)                             | Ehemaliges Wohnstallhaus                            | Zweigeschossiger Sandsteinquaderbau mit Steildach, drittes Viertel 19. Jahrhundert | D-5-74-138-197 Wikidata | BW             |
| Dehnberg 12 (Standort)                             | Bauernhof, ehemaliges Wohnstallhaus                 | Eingeschossiger Satteldachbau, Sandstein verputzt, Anfang 19. Jahrhundert Nebengebäude: Sandsteinquaderbau, 1885 | D-5-74-138-198 Wikidata | BW             |
| Dehnberg 13 (Standort)                             | Ehemaliges Wohnstallhaus                            | Zweigeschossiger Sandsteinquaderbau mit Steildach, bezeichnet „1885“ | D-5-74-138-199 Wikidata | BW             |
| Dehnberg 14 a; Dehnberg 14 (Standort)              | Bauernhof, heute Dehnberger Hof Theater             | Ehemaliges Wohnstallhaus: zweigeschossiger Sandsteinbau mit Steildach, drittes Viertel 19. Jahrhundert Ehemalige Scheune: Sandsteinbau mit Steildach, 19. Jahrhundert Ehemalige Scheuer: schmaler zweigeschossiger Sandsteinquaderbau, 19. Jahrhundert Einfriedung: Pfeilergitterzaun, wohl spätes 19. Jahrhundert | D-5-74-138-200 Wikidata | weitere Bilder |
| An der Kreuzung im Ortsteil Ziegelhütte (Standort) | Kreuz                                               | Sandstein, wohl 16. Jahrhundert | D-5-74-138-201 Wikidata | weitere Bilder |

### Günthersbühl
| Lage                                     | Objekt     | Beschreibung | Akten-Nr.               | Bild      |
| ---------------------------------------- | ---------- | --- | ----------------------- | --------- |
| Am Alten Gut 2 (Standort)                | Gasthaus   | Zweigeschossiger Sandsteinquaderbau mit Fachwerkobergeschoss und Satteldach mit Hopfengauben, erstes Viertel 19. Jahrhundert Gastgarten mit Tanzlinde, 19. Jahrhundert | D-5-74-138-203 Wikidata | Gasthaus  |
| An der Steinmauer 2 (Standort)           | Bauernhof  | Wohnstallhaus: eingeschossiger Sandsteinquaderbau mit Steildach, 18. Jahrhundert, Aufstockung mit zwei hofseitigen Eckzwerchhäusern, wohl frühes 20. Jahrhundert Scheune: Sandsteinquaderbau mit Steildach, 18./19. Jahrhundert, mit Fachwerkanbau Remise: Fachwerkbau, 19. Jahrhundert | D-5-74-138-204 Wikidata | BW        |
| Günthersbühler Hauptstraße 2 (Standort)  | Glocke     | Bezeichnet „1714“; in Kapelle von 1953 | D-5-74-138-202 Wikidata | BW        |
| Günthersbühler Hauptstraße 14 (Standort) | Scheune    | Sandsteinquaderbau mit Steilsatteldach und Fachwerkgiebel, frühes 19. Jahrhundert | D-5-74-138-206 Wikidata | BW        |
| Günthersbühler Hauptstraße 16 (Standort) | Bauernhof  | Bauernhaus: zweigeschossiger Sandsteinquaderbau, Satteldach mit Hopfengauben, drittes Viertel 19. Jahrhundert Scheune: Fachwerkbau auf Sandsteinsockel, wohl Ende 18. Jahrhundert, erweitert um Remise, wohl 19. Jahrhundert                                                            | D-5-74-138-207 Wikidata | Bauernhof |
| Günthersbühler Hauptstraße 18 (Standort) | Bauernhaus | Zweigeschossiger Sandsteinquaderbau mit Steildach, zweite Hälfte 19. Jahrhundert | D-5-74-138-208 Wikidata | BW        |

### Heuchling
| Lage                               | Objekt                   | Beschreibung | Akten-Nr.               | Bild           |
| ---------------------------------- | ------------------------ | --- | ----------------------- | -------------- |
| Dehnberger Straße 2 (Standort)     | Ehemaliger Herrensitz    | Zweigeschossiger Mansardwalmdachbau mit Treppenturm, Erdgeschoss massiv, Obergeschoss Fachwerk, verputzt, im Kern Mitte 17. Jahrhundert, verändert 1770 Scheune: großer Fachwerkbau auf Sandsteinsockel, bezeichnet „1650“ Hofmauer mit eingeschossigen Stallbauten, 17./18. Jahrhundert | D-5-74-138-209 Wikidata | weitere Bilder |
| Eichenlohe 2 (Standort)            | Ehemaliges Hirtenhaus    | Eingeschossiger Satteldachbau, Sandstein und Fachwerk, Ende 18./Anfang 19. Jahrhundert | D-5-74-138-213 Wikidata | BW             |
| Neunkirchener Straße 32 (Standort) | Ehemaliges Wohnstallhaus | Zweigeschossiger Sandsteinquaderbau mit Steildach, bezeichnet „1888“ Scheune: Sandsteinquaderbau mit Steildach, zweite Hälfte 19. Jahrhundert | D-5-74-138-211 Wikidata | BW             |
| Neunkirchener Straße 45 (Standort) | Wohnstallhaus            | Zweigeschossiger Sandsteinquaderbau mit Steildach, wohl Anfang 19. Jahrhundert Scheune: Fachwerkbau mit Steildach, 19. Jahrhundert | D-5-74-138-212 Wikidata | BW             |
| Weinbergstraße 2 (Standort)        | Landhaus                 | Asymmetrisch gegliederter Bau in leicht barockisierendem Heimatstil, 1921 nach Plan von R. Burckhardt, 1935 durch Adolf Weiß geringfügig erweitert Garten: mit Alpinum, wohl 1920/1930                                                                                                   | D-5-74-138-337 Wikidata | BW             |
| Auf der Haid; B 14 (Standort)      | Steinkreuz               | Wegkreuz: hohes Steinkreuz mit abgerundeten Armen, beidseitig Flachrelief des Gekreuzigten, vor 1831 | D-5-74-138-393 Wikidata | weitere Bilder |

### Höflas
| Lage                 | Objekt        | Beschreibung | Akten-Nr.               | Bild          |
| -------------------- | ------------- | --- | ----------------------- | ------------- |
| Höflas 21 (Standort) | Wohnstallhaus | Großer zweigeschossiger Sandsteinbau mit Steildach, 1888 Backofen: Sandsteinquader und Ziegelstein, zweite Hälfte 19. Jahrhundert | D-5-74-138-215 Wikidata | Wohnstallhaus |

### Kuhnhof
| Lage                       | Objekt     | Beschreibung                                                                                  | Akten-Nr.               | Bild       |
| -------------------------- | ---------- | --------------------------------------------------------------------------------------------- | ----------------------- | ---------- |
| Im Talesgrund 6 (Standort) | Bauernhaus | Zweigeschossiger Sandsteinquaderbau mit Steildach, bezeichnet „1842“ Scheune: Sandstein, 1842 | D-5-74-138-218 Wikidata | Bauernhaus |

### Letten
| Lage                | Objekt                | Beschreibung | Akten-Nr.               | Bild           |
| ------------------- | --------------------- | --- | ----------------------- | -------------- |
| Letten 1 (Standort) | Ehemaliger Herrensitz | Zweigeschossiger rechteckiger Sandsteinbau mit Satteldach, Giebel und Obergeschoss zum Teil Fachwerk, bezeichnet „1603“ An der Ost-, Nord- und Westseite Spitzgraben und Wall teilweise erhalten | D-5-74-138-219 Wikidata | weitere Bilder |

### Nessenmühle
| Lage                     | Objekt | Beschreibung | Akten-Nr.               | Bild  |
| ------------------------ | ------ | --- | ----------------------- | ----- |
| Nessenmühle 1 (Standort) | Mühle  | Zweigeschossiger massiver Satteldachbau mit Schopfwalmdach, Nordseite und Giebel Fachwerk, bezeichnet „1699“ Scheune: Sandsteinquaderbau mit Fachwerkgiebel, um 1700, seitlich angebauter Schuppen mit vorkragendem Satteldach, 18. Jahrhundert | D-5-74-138-220 Wikidata | Mühle |

### Neunhof
| Lage                                                    | Objekt                                                 | Beschreibung | Akten-Nr.               | Bild           |
| ------------------------------------------------------- | ------------------------------------------------------ | --- | ----------------------- | -------------- |
| Eckenhaider Weg 2 a (Standort)                          | Scheune                                                | Stattlicher Fachwerkbau mit Steilsatteldach und Gewölbekeller aus Sandsteinquadermauerwerk, 18. Jahrhundert, erweitert nach 1821 | D-5-74-138-394          | BW             |
| Flachsstraße 3 (Standort)                               | Wohnstallhaus                                          | Eingeschossiger Sandsteinquaderbau mit Steildach, um 1880 Scheune: Sandstein und Fachwerk, zweite Hälfte 19. Jahrhundert | D-5-74-138-221 Wikidata | weitere Bilder |
| Kirchenweg 2; Nähe Kirchenweg (Standort)                | Bauernhaus                                             | Zweigeschossiger Sandsteinquaderbau mit Steildach, zweite Hälfte 19. Jahrhundert Scheune: Satteldachbau mit Fachwerkgiebel, 18. Jahrhundert | D-5-74-138-222 Wikidata | weitere Bilder |
| Kirchenweg 6 (Standort)                                 | Evangelisch-lutherische Kirche St. Johannes der Täufer | Chorturmkirche, im Kern um 1470/90, nach Zerstörung Wiederherstellung nach 1550, barocke Erneuerung 1710–44, Verlängerung nach Westen 1893, Turmerhöhung 1902; mit Ausstattung Kirchhofmauer: im Kern wohl noch spätmittelalterlich | D-5-74-138-223 Wikidata | weitere Bilder |
| Nähe Am Welserbach (Standort)                           | Ehemaliger Garten, sogenannter Schäfergarten           | Ehemalige barocke Anlage mit Resten einer Fontänenanlage und Treppen Obelisk: mit Relief Christoph Jacob Carl Welser, bezeichnet „1911“ Friedhof: Privatfriedhof der Familie Welser, erste Hälfte 20. Jahrhundert | D-5-74-138-248 Wikidata | BW             |
| Neunhofer Hauptstraße 8 (Standort)                      | Scheune                                                | giebelseitiger Fachwerkbau mit Steilsatteldach, 18. Jahrhundert | D-5-74-138-224 Wikidata | weitere Bilder |
| Neunhofer Hauptstraße 10 (Standort)                     | Bauernhaus                                             | Eingeschossiger Sandsteinbau mit Steildach, Mitte 19. Jahrhundert Zwerchhaus: 1883 | D-5-74-138-225 Wikidata | weitere Bilder |
| Neunhofer Hauptstraße 11 (Standort)                     | Bauernhaus                                             | Zweigeschossiger Sandsteinquaderbau, wohl drittes Viertel 19. Jahrhundert Scheune: Fachwerk und massiv, 18./19. Jahrhundert | D-5-74-138-226 Wikidata | weitere Bilder |
| Neunhofer Hauptstraße 15 (Standort)                     | Bauernhof                                              | Wohnstallhaus: zweigeschossiger Sandsteinquaderbau mit Flachsatteldach, 19. Jahrhundert Nebengebäude: zweigeschossiger Sandsteinquaderbau mit Steildach, 19. Jahrhundert Scheune: Sandsteinquaderbau mit Steildach, 19. Jahrhundert | D-5-74-138-227 Wikidata | weitere Bilder |
| Neunhofer Hauptstraße 17, 17 a (Standort)               | Bauernhof                                              | Wohnstallhaus: eingeschossiger Satteldachbau mit Fachwerkgiebel, rückwärtiger Giebel Sandstein, 18. Jahrhundert Scheune: Fachwerkbau mit Steildach, 18. Jahrhundert Remise: schmaler Fachwerkbau mit vorkragendem Satteldach, bezeichnet „1744“ | D-5-74-138-228 Wikidata | weitere Bilder |
| Neunhofer Hauptstraße 21 (Standort)                     | Scheune                                                | Fachwerkbau mit Steildach, 17./18. Jahrhundert, verändert 1842 | D-5-74-138-229 Wikidata | Scheune        |
| Schlossstraße 3 (Standort)                              | Schloss, sogenanntes Koler-Schloss                     | Hochragender dreigeschossiger Sandsteinquaderbau mit Mansardhalbwalmdach, 1749; mit Ausstattung Einfriedung: Sandsteinpfosten, barock, wohl 1749 | D-5-74-138-230 Wikidata | weitere Bilder |
| Schlossstraße 4 (Standort)                              | Ehemaliges Wohnstallhaus                               | Zweigeschossiger, nach Süden abgewalmter Satteldachbau mit Sandsteinerdgeschoss und teilweisem Fachwerkobergeschoss, dendrochronologisch datiert um 1672 | D-5-74-138-231 Wikidata | weitere Bilder |
| Steinbruchstraße 3 (Standort)                           | Bauernhaus                                             | Zweigeschossiger Sandsteinquaderbau mit Satteldach, bezeichnet „1862“ | D-5-74-138-232 Wikidata | weitere Bilder |
| Welserplatz 1; Welserplatz 2; Welserstraße 4 (Standort) | Schloss, sogenanntes Hauptschloss                      | Langgestreckter dreigeschossiger Sandsteinbau mit Mittelrisalit und zwei seitlichen turmartigen Erkern, Neubau in Renaissanceformen 1688–95 nach Plänen von 1612; mit Ausstattung Zehntscheune: großer Sandsteinbau mit verputztem Fachwerkgiebel und Schopfwalmdach, spätes 16. Jahrhundert, verändert im 18./19. Jahrhundert Ehemaliges Forsthaus: zweigeschossiger Halbwalmdachbau mit Fachwerkobergeschoss, im Kern wohl frühes 17. Jahrhundert, umgebaut und erweitert um 1909 Schlossgarten: im 18. Jahrhundert angelegt, 1852 zu englischem Landschaftsgarten umgestaltet Mauer: Sandstein, wohl 18. Jahrhundert, daran angebaut Pavillon, eingeschossiger Walmdachbau | D-5-74-138-234 Wikidata | weitere Bilder |
| Welserplatz 2 (Standort)                                | Schloss                                                | Zweigeschossiger Sandsteinquaderbau auf hohem Sockelgeschoss, Mansardhalbwalmdach, barock, 1722–24; mit Ausstattung; neben dem Hauptschloss | D-5-74-138-235 Wikidata | weitere Bilder |
| Welserplatz 3 (Standort)                                | Bauernhof                                              | Bauernhaus: zweigeschossiger Sandsteinquaderbau, Satteldach mit Hopfenluken, wohl 1876 Scheune: Sandsteinquaderbau mit Steildach, bezeichnet „1876“ Ehemaliger Kleinviehstall: Sandsteinbau mit Fachwerkaufsatz, Frackdach, wohl auch um 1876 | D-5-74-138-236 Wikidata | weitere Bilder |
| Welserplatz 4 (Standort)                                | Ehemalige Scheune                                      | Massiver Satteldachbau mit Fachwerkgiebel, 18. Jahrhundert | D-5-74-138-237 Wikidata | BW             |
| Welserplatz 5 (Standort)                                | Bauernhaus                                             | Zweigeschossiger Sandsteinquaderbau mit Steildach, erstes Viertel 19. Jahrhundert Scheune: Fachwerkbau mit Steilsatteldach, nach 1821 | D-5-74-138-238 Wikidata | weitere Bilder |
| Welserplatz 6 (Standort)                                | Gasthaus                                               | Breit gelagerter zweigeschossiger Satteldachbau, Erdgeschoss Sandstein, Obergeschoss und Giebel reiches Fachwerk, erste Hälfte 18. Jahrhundert | D-5-74-138-239 Wikidata | weitere Bilder |
| Welserplatz 10 (Standort)                               | Ehemaliges Wohnstallhaus                               | Eingeschossiger Sandsteinquaderbau mit Satteldach, bezeichnet „1797“ | D-5-74-138-240 Wikidata | BW             |
| Welserstraße 1 (Standort)                               | Ehemaliges Wohnstallhaus                               | Eingeschossiger giebelseitiger Sandsteinquaderbau mit Steilsatteldach und straßenseitigem Schopf, erste Hälfte 18. Jahrhundert | D-5-74-138-241 Wikidata | weitere Bilder |
| Welserstraße 3 (Standort)                               | Bauernhaus                                             | Zweigeschossiger Sandsteinquaderbau mit Steildach, bezeichnet „1865“ Scheune: Steildachbau, Sandstein und Fachwerk, bezeichnet „1803“ Scheune: Steildachbau, Sandstein und Fachwerk, um 1800 | D-5-74-138-242 Wikidata | weitere Bilder |
| Welserstraße 11 (Standort)                              | Wohnhaus                                               | Langgestreckter eingeschossiger Sandsteinbau mit Halbwalmdach, erste Hälfte 18. Jahrhundert | D-5-74-138-245 Wikidata | weitere Bilder |
| Welserstraße 14 (Standort)                              | Bauernhaus                                             | Zweigeschossiger Sandsteinquaderbau auf hohem Sockel, Satteldach mit Hopfengauben, wohl zweite Hälfte 19. Jahrhundert | D-5-74-138-246 Wikidata | weitere Bilder |

### Nuschelberg
| Lage                                                                   | Objekt                                               | Beschreibung | Akten-Nr.               | Bild           |
| ---------------------------------------------------------------------- | ---------------------------------------------------- | --- | ----------------------- | -------------- |
| Nuschelberger Hauptstraße 1; Nähe Nuschelberger Hauptstraße (Standort) | Ehemaliger Herrensitz, sogenanntes Hallerschlösschen | Dreigeschossiger schmaler Walmdachbau, Sandsteinquader, Obergeschosse des östlichen Teils Fachwerk, im Kern 16. Jahrhundert, verändert 19. Jahrhundert, teilweise wiederaufgebaut nach 1945 Scheune: massiv und Fachwerk, wohl 19. Jahrhundert | D-5-74-138-249 Wikidata | weitere Bilder |
| Nuschelberger Hauptstraße 3 (Standort)                                 | Ehemaliges Wohnstallhaus                             | Eingeschossiger verputzter Steildachbau, bezeichnet „1762“, aufgestockt um Eckzwerchhaus 1884 | D-5-74-138-250 Wikidata | BW             |
| Nuschelberger Hauptstraße 4 (Standort)                                 | Ehemaliges Voitenhaus                                | Eingeschossiger Sandsteinquaderbau mit Mansardhalbwalmdachbau, wohl 1764 | D-5-74-138-251 Wikidata | BW             |

### Oedenberg
| Lage                                        | Objekt                                        | Beschreibung | Akten-Nr.               | Bild           |
| ------------------------------------------- | --------------------------------------------- | --- | ----------------------- | -------------- |
| Oedenberger Hauptstraße ()                  | Spritzenhaus                                  | eingeschossiger Sandsteinquaderbau mit Walmdach, 1885/86 | D-5-74-138-402          |                |
| Oedenberger Hauptstraße 2 (Standort)        | Ehemaliges Bauernhaus                         | Zweigeschossiger Sandsteinquaderbau, Steildach mit Hopfengauben, bezeichnet „1868“ | D-5-74-138-252 Wikidata | weitere Bilder |
| Oedenberger Hauptstraße 4 (Standort)        | Bauernhaus                                    | Zweigeschossiger giebelständiger Sandsteinquaderbau mit Gesimsgliederung und Steildach mit Hopfengauben, drittes Viertel 19. Jahrhundert Kleinhaus: ehemaliges Wohnhaus mit Unterkellerung, eingeschossiger, giebelständiger Fachwerkbau mit Steildach und hohem Sandsteinsockel, um 1800 | D-5-74-138-253 Wikidata | weitere Bilder |
| Oedenberger Hauptstraße 7 (Standort)        | Bauernhof                                     | Wohnstallhaus: zweigeschossiger Satteldachbau, Erdgeschoss Sandstein, Obergeschoss Fachwerk, bezeichnet „1803“ Scheune: Satteldachbau, Fachwerk und Sandstein, 19. Jahrhundert | D-5-74-138-254 Wikidata | weitere Bilder |
| Oedenberger Hauptstraße 8 (Standort)        | Bauernhof                                     | Wohnstallhaus: zweigeschossiger Satteldachbau, Sandstein und Fachwerk, verputzt, bezeichnet „1839“ Scheune: großer Fachwerkbau mit Steildach, bezeichnet „1861“ | D-5-74-138-255 Wikidata | weitere Bilder |
| Oedenberger Hauptstraße 11, 11 a (Standort) | Hopfenbauernhaus                              | zweigeschossiger Sandsteinquaderbau mit Steilsatteldach und Hopfengauben, westlich Stallanbau, eingeschossiger Sandsteinquaderbau mit Hopfengauben und Aufzugszwerchhaus, zweite Hälfte 19. Jahrhundert Scheune: ehemalige Streuhupfe, Fachwerkbau mit Satteldach, dendrochronologisch datiert 1880/81 Kleinviehstall: kleiner Sandsteinquaderbau mit Satteldach und Hopfengaube, 2. Hälfte 19. Jahrhundert | D-5-74-138-256 Wikidata | weitere Bilder |
| Oedenberger Hauptstraße 13 (Standort)       | Wohnstallhaus                                 | Zweigeschossiger Fachwerkbau mit Satteldach und Sandsteingiebel, 18. Jahrhundert, Giebel wohl 19. Jahrhundert Kleinviehstall: kleiner Sandsteinquaderbau mit Satteldach, frühes 19. Jahrhundert | D-5-74-138-257 Wikidata | weitere Bilder |
| Schlossweg 1 (Standort)                     | Ehemaliger Herrensitz, seit 1892 mit Gasthaus | Dreigeschossiger Sandsteinquaderbau mit Walmdach und Zwerchhäusern mit Dreiecksgiebeln, an der Südseite reliefierter Wappenstein, errichtet Mitte 13. Jahrhundert, durch Brand zerstört 1553, erneuert um 1730, Wappenstein bezeichnet „1731“ Scheune: Fachwerkbau mit Steildach, zweites Viertel 19. Jahrhundert                                                                                           | D-5-74-138-258 Wikidata | weitere Bilder |

### Sankt Kunigunda
| Lage                           | Objekt                                        | Beschreibung | Akten-Nr.               | Bild           |
| ------------------------------ | --------------------------------------------- | --- | ----------------------- | -------------- |
| Nähe Kunigundenberg (Standort) | Evangelisch-Lutherische Kirche Sankt Kunigund | Einschiffiger Bau mit polygonalem kreuzgewölbtem Chor, spätes 15. Jahrhundert, nach Brand 1911/12 wiederhergestellt; mit Ausstattung | D-5-74-138-259 Wikidata | weitere Bilder |

### Schönberg
| Lage                                                            | Objekt                                       | Beschreibung | Akten-Nr.               | Bild           |
| --------------------------------------------------------------- | -------------------------------------------- | --- | ----------------------- | -------------- |
| Am Badbrunnen 1 (Standort)                                      | Ehemaliges Wohnstallhaus                     | Zweigeschossiger Satteldachbau, Erdgeschoss massiv, Obergeschoss Fachwerk, Anfang 19. Jahrhundert | D-5-74-138-338 Wikidata | weitere Bilder |
| Brünnelweg 1 (Standort)                                         | Ehemaliges Wohnstallhaus                     | Eingeschossiger massiver Steildachbau mit reichem Zierfachwerkgiebel, 18. Jahrhundert, seitlich aufgestockt, wohl spätes 19./frühes 20. Jahrhundert | D-5-74-138-262 Wikidata | BW             |
| Bühlstraße 3 (Standort)                                         | Wohnstallhaus                                | Zweigeschossiger Sandsteinquaderbau, Steildach mit Hopfengauben, drittes Viertel 19. Jahrhundert | D-5-74-138-263 Wikidata | BW             |
| Bühlstraße 4 (Standort)                                         | Ehemaliges Wohnstallhaus                     | Zweigeschossiger Sandsteinquaderbau, Steildach mit Hopfengauben, drittes Viertel 19. Jahrhundert | D-5-74-138-264 Wikidata | BW             |
| Bühlstraße 8 (Standort)                                         | Ehemaliges Wohnstallhaus                     | Zweigeschossiger Sandsteinquaderbau, Steildach mit Hopfengauben, drittes Viertel 19. Jahrhundert | D-5-74-138-265 Wikidata | BW             |
| Bühlstraße 17 (Standort)                                        | Ehemaliges Wohnstallhaus                     | Zweigeschossiger Sandsteinquaderbau mit Steildach, Mitte 19. Jahrhundert | D-5-74-138-266 Wikidata | BW             |
| Bühlstraße 21 (Standort)                                        | Friedhofskapelle                             | Langgestreckter rechteckiger Sandsteinbau mit Walmdach, Ostseite Fachwerk, Dachreiter mit Spitzhelm, 18. Jahrhundert | D-5-74-138-267 Wikidata | BW             |
| Freiung 2; Freiung 3 (Standort)                                 | Wohnstallhaus                                | Eingeschossiger Steildachbau mit Fachwerkgiebel, erste Hälfte 19. Jahrhundert Scheune: Sandsteinquaderbau mit Steildach, bezeichnet „1869“ | D-5-74-138-268 Wikidata | BW             |
| Jakobusweg 2; auf dem Burggelände (Standort)                    | Evangelisch-Lutherische Pfarrkirche St Jakob | Anlage mit polygonalem Chor und Spitzhelmturm, in neugotischen Formen nach Plänen von German Bestelmeyer 1900/01 errichtet; mit Ausstattung Kirchhofmauer: Sandstein | D-5-74-138-269 Wikidata | weitere Bilder |
| Jakobusweg 2 (Standort)                                         | Turm der früheren Burganlage                 | Runder Sandsteinquaderbau mit Spitzhelm, Anfang 16. Jahrhundert Grabenanlage teilweise erhalten | D-5-74-138-279 Wikidata | weitere Bilder |
| Neuhäuserstraße 2 (Standort)                                    | Gasthaus                                     | Zweigeschossiger Sandsteinquaderbau mit Steildach, zweite Hälfte 19. Jahrhundert, angebaut eingeschossiger Wirtschaftsbau | D-5-74-138-270 Wikidata | BW             |
| Pfarrstraße 3 (Standort)                                        | Pfarrhaus                                    | Zweigeschossiger giebelständiger Satteldachbau, Süd- und Westseite Fachwerkbau, Nord- und Ostseite Sandstein, im Kern 1683 (dendrochronologisch datiert), Umbauten im 18./19. Jahrhundert | D-5-74-138-360 Wikidata | BW             |
| Pfarrstraße 6 (Standort)                                        | Ehemaliges Wohnstallhaus                     | Zweigeschossiger Sandsteinquaderbau mit Steildach, bezeichnet „1872“ Nebengebäude: schmaler zweigeschossiger Sandsteinquaderbau, zweite Hälfte 19. Jahrhundert | D-5-74-138-271 Wikidata | BW             |
| Richtergasse 4; Nähe Richtergasse (Standort)                    | Bauernhaus                                   | Eingeschossiger Sandsteinquaderbau mit Steildach, rückseitig verputztes Fachwerk, bezeichnet „1823“, Aufstockung mit Eckzwerchhaus, wohl spätes 19./frühes 20. Jahrhundert Scheune: Fachwerkbau mit Sandsteinsockelgeschoss, bezeichnet „1765“ Nebengebäude: Fachwerk und Sandstein, 19. Jahrhundert | D-5-74-138-272 Wikidata | BW             |
| Schönberger Marktplatz 1 (Standort)                             | Ehemaliges Wohnstallhaus                     | Eingeschossiger Sandsteinquaderbau mit Satteldach und Fachwerkgiebel, bezeichnet „1842“ | D-5-74-138-273 Wikidata | BW             |
| Schönberger Marktplatz 4 (Standort)                             | Wohnstallhaus                                | Zweigeschossiger Sandsteinquaderbau, bezeichnet „1885“ | D-5-74-138-275 Wikidata | BW             |
| Schönberger Marktplatz 6; Schönberger Marktplatz 6 a (Standort) | Gasthaus                                     | Zweigeschossiger massiver Steildachbau, Giebel und Obergeschoss Fachwerk, im Kern wohl 18. Jahrhundert Ehemalige Scheune: Steildachbau mit Fachwerkgiebel, 18./19. Jahrhundert | D-5-74-138-276 Wikidata | weitere Bilder |
| Schönberger Marktplatz 8 (Standort)                             | Wohnstallhaus                                | Zweigeschossiger Sandsteinquaderbau mit Steildach, zweite Hälfte 19. Jahrhundert | D-5-74-138-277 Wikidata | weitere Bilder |
| Schönberger Marktplatz 17 (Standort)                            | Ehemaliges Wohnstallhaus                     | Zweigeschossiger Sandsteinquaderbau, drittes Viertel 19. Jahrhundert | D-5-74-138-278 Wikidata | BW             |

### Simmelberg
| Lage                                  | Objekt      | Beschreibung               | Akten-Nr.               | Bild |
| ------------------------------------- | ----------- | -------------------------- | ----------------------- | ---- |
| Simmelberger Hauptstraße 9 (Standort) | Ziehbrunnen | Sandstein, 18. Jahrhundert | D-5-74-138-281 Wikidata | BW   |

### Simonshofen
| Lage                                        | Objekt                         | Beschreibung | Akten-Nr.               | Bild |
| ------------------------------------------- | ------------------------------ | --- | ----------------------- | ---- |
| Geiergasse 1 (Standort)                     | Bauernhof                      | Ehemaliges Wohnstallhaus, eingeschossiger Sandsteinquaderbau mit Steildach, bezeichnet „1842“ Ehemalige Scheune: zweigeschossiger Sandsteinquaderbau, Steildach mit Hopfengauben, eingebauter Backofen, um 1842 Einfriedung: Sandsteinpfosten, 19. Jahrhundert Scheune: Fachwerkbau, 18./19. Jahrhundert       | D-5-74-138-282 Wikidata | BW   |
| Hopfenstraße 16; Hopfenstraße 19 (Standort) | Gasthaus                       | Zweigeschossiger traufseitiger Satteldachbau mit verputztem Sandsteinerdgeschoss und Fachwerkobergeschoss und -giebel, bezeichnet „1727“ Kellerhaus: eingeschossiger giebelständiger Fachwerkbau mit Satteldach und hohem Sandsteinfundament, 18. Jahrhundert, rückwärtiger Anbau nach 1831, zum Teil erneuert | D-5-74-138-283 Wikidata | BW   |
| Hopfenstraße 30 (Standort)                  | Wohnstallhaus                  | Zweigeschossiger Sandsteinquaderbau, Satteldach mit Hopfengauben, zweite Hälfte 19. Jahrhundert | D-5-74-138-284 Wikidata | BW   |
| Hopfenstraße 32 (Standort)                  | Ehemaliges Wirtshaus           | Zweigeschossiger Sandsteinquaderbau mit Steildach, um 1859 | D-5-74-138-285 Wikidata | BW   |
| Hopfenstraße 34 (Standort)                  | Scheune                        | Sandsteinquaderbau mit Steildach, bezeichnet „1732“ | D-5-74-138-286 Wikidata | BW   |
| Hopfenstraße 38; Hopfenstraße 36 (Standort) | Wohnstallhaus                  | Eingeschossiger Sandsteinquaderbau mit Steildach, bezeichnet „1806“ Scheune: Sandsteinquaderbau, 18./19. Jahrhundert | D-5-74-138-287 Wikidata | BW   |
| Hopfenstraße 40 (Standort)                  | Bauernhof                      | Wohnstallhaus: zweigeschossiger giebelständiger Sandsteinquaderbau, Satteldach mit Hopfengauben Nebengebäude: Hopfendarre, zweigeschossiger Sandsteinquaderbau Scheune: Sandsteinquaderbau mit Steildach; sämtlich Mitte 19. Jahrhundert                                                                       | D-5-74-138-288 Wikidata | BW   |
| Hopfenstraße 44; Hopfenstraße 40 (Standort) | Bauernhof, sogenannter Burghof | Ehemaliges Wohnstallhaus, zweigeschossiger Sandsteinquaderbau, um 1870/80 Nebengebäude: Sandstein und Fachwerk, zweite Hälfte 19. Jahrhundert Backofen: Sandstein, zweite Hälfte 19. Jahrhundert | D-5-74-138-340 Wikidata | BW   |
| Hutstraße 2 (Standort)                      | Bauernhof                      | Ehemaliges Wohnstallhaus: zweigeschossiger Satteldachbau, Erdgeschoss Sandstein, Obergeschoss und Giebel teilweise Fachwerk, 18. Jahrhundert, Ausbau in der ersten Hälfte 19. Jahrhundert Scheune: Sandsteinquaderbau, bezeichnet „1812“                                                                       | D-5-74-138-341 Wikidata | BW   |
| Milchweg 2 (Standort)                       | Wohnstallhaus                  | Zweigeschossiger Sandsteinquaderbau mit Steildach, Mitte 19. Jahrhundert | D-5-74-138-289 Wikidata | BW   |
| Milchweg 6 (Standort)                       | Wohnstallhaus                  | Zweigeschossiger Sandsteinquaderbau mit Steildach, bezeichnet „1859“ | D-5-74-138-290 Wikidata | BW   |
| Sandgasse 8 (Standort)                      | Wohnstallhaus                  | Zweigeschossiger Sandsteinquaderbau mit Steildach, nach Mitte 19. Jahrhundert Scheune: Fachwerkbau, bezeichnet „1869“ | D-5-74-138-291 Wikidata | BW   |
| Sandgasse 9 (Standort)                      | Scheune                        | Fachwerkbau mit Satteldach, 18./19. Jahrhundert | D-5-74-138-292 Wikidata | BW   |
| Veldershofer Weg 1 (Standort)               | Ehemaliges Wohnstallhaus       | Zweigeschossiger Sandsteinquaderbau mit Steildach, drittes Viertel 19. Jahrhundert Scheune: Steildachbau, Sandstein und Fachwerk, 18./19. Jahrhundert | D-5-74-138-293 Wikidata | BW   |
| Veldershofer Weg 2 (Standort)               | Wohnstallhaus                  | Zweigeschossiger Sandsteinquaderbau mit Steildach, drittes Viertel 19. Jahrhundert | D-5-74-138-294 Wikidata | BW   |
| Veldershofer Weg 5 (Standort)               | Ehemaliges Wohnstallhaus       | Zweigeschossiger Sandsteinbau, Mitte 19. Jahrhundert Scheune: Fachwerkbau, 19. Jahrhundert | D-5-74-138-295 Wikidata | BW   |

### Tauchersreuth
| Lage                                      | Objekt                                             | Beschreibung | Akten-Nr.               | Bild           |
| ----------------------------------------- | -------------------------------------------------- | --- | ----------------------- | -------------- |
| Gwendter (Standort)                       | Wasserturm                                         | Wasserbehälter in achteckiger Brettverschalung, Zeltdach mit Wetterfahne, bezeichnet „1907“ | D-5-74-138-302 Wikidata | weitere Bilder |
| Schmuckeneck (Standort)                   | Anlagen der alten Tauchersreuther Wasserversorgung | Quellfassung, bezeichnet „1907“ | D-5-74-138-303 Wikidata | BW             |
| Tauchersreuther Hauptstraße 1 (Standort)  | Bauernhaus                                         | Zweigeschossiger traufständiger Steildachbau, Erdgeschoss und Westgiebel Sandsteinquadermauerwerk, Obergeschoss und Ostgiebel in Fachwerk, erste Hälfte 19. Jahrhundert Scheune: traufständiger Sandsteinquaderbau mit Steildach und Fachwerkgiebel, gleichzeitig                                                                                            | D-5-74-138-296 Wikidata | weitere Bilder |
| Tauchersreuther Hauptstraße 8 (Standort)  | Bauernhaus                                         | Zweigeschossiger Sandsteinquaderbau mit Steildach, Mitte 19. Jahrhundert Stall: Sandsteinquaderbau, 19. Jahrhundert | D-5-74-138-297 Wikidata | weitere Bilder |
| Tauchersreuther Hauptstraße 9 (Standort)  | Ehemaliges Wohnstallhaus                           | Eingeschossiger giebelständiger Sandsteinquaderbau mit Steildach und Hopfengauben, erste Hälfte 19. Jahrhundert Stall: giebelständiger Sandsteinquaderbau mit Satteldach mit Hopfengauben, gleichzeitig | D-5-74-138-298 Wikidata | weitere Bilder |
| Tauchersreuther Hauptstraße 10 (Standort) | Bauernhof                                          | Wohnstallhaus: eingeschossiger Fachwerkbau, Steildach mit Schopfwalm und Hopfengauben, bezeichnet „1735“, rückwärtige Sandsteingiebelmauer, bezeichnet „1850“ Taglöhnerhaus: eingeschossiger Fachwerkbau mit Steildach und rückwärtigem Sandsteingiebel, bezeichnet „1744“ Nebengebäude: langgestreckter Satteldachbau, massiv und Fachwerk, 19. Jahrhundert | D-5-74-138-299 Wikidata | weitere Bilder |
| Tauchersreuther Hauptstraße 12 (Standort) | Bauernhof                                          | Bauernhaus: zweigeschossiger Sandsteinquaderbau, Steildach mit Hopfengauben, zweite Hälfte 19. Jahrhundert, seitlich eingeschossiger Stallanbau Nebengebäude: Sandsteinquaderbau mit Steildach, zweite Hälfte 19. Jahrhundert Scheune: Fachwerkbau, 18. Jahrhundert, bezeichnet „1774“                                                                       | D-5-74-138-300 Wikidata | weitere Bilder |
| Tauchersreuther Hauptstraße 13 (Standort) | Wohnstallhaus                                      | Langgestreckter zweigeschossiger Steildachbau, Sandstein und Fachwerk, erste Hälfte 19. Jahrhundert | D-5-74-138-301 Wikidata | weitere Bilder |

### Veldershof
| Lage                                   | Objekt                       | Beschreibung | Akten-Nr.               | Bild                         |
| -------------------------------------- | ---------------------------- | --- | ----------------------- | ---------------------------- |
| Veldershof 1 (Standort)                | Gutshaus                     | Herrensitzartiger eingeschossiger Sandsteinquaderbau mit Steildach, an beiden Ecken der vorderen Giebelseite turmartige Aufbauten, bezeichnet „1629“ und „1728“ | D-5-74-138-304 Wikidata | Gutshaus                     |
| Veldershof 2; In Veldershof (Standort) | Wohn- und Wirtschaftsgebäude | Zweigeschossiger Sandsteinquaderbau, Satteldach mit Hopfengauben, 1855 Scheune: Sandsteinquaderbau mit Steildach, 1855, angebaut: Stall und Schuppen            | D-5-74-138-305 Wikidata | Wohn- und Wirtschaftsgebäude |
| Veldershof 3 (Standort)                | Ehemaliges Taglöhnerhaus     | Eingeschossiger Sandsteinquaderbau mit Satteldach und Fachwerkgiebel, wohl 18. Jahrhundert                                                                      | D-5-74-138-306 Wikidata | Ehemaliges Taglöhnerhaus     |

### Vogelhof
| Lage                      | Objekt        | Beschreibung | Akten-Nr.               | Bild          |
| ------------------------- | ------------- | --- | ----------------------- | ------------- |
| Alt Vogelhof 2 (Standort) | Wohnstallhaus | Eingeschossiger Steildachbau, Sandstein und Fachwerk, verputzt, 18./19. Jahrhundert, Aufstockung mit Eckzwerchhaus, wohl Ende 19./Anfang 20. Jahrhundert | D-5-74-138-307 Wikidata | Wohnstallhaus |

### Weigenhofen
| Lage                                    | Objekt                   | Beschreibung | Akten-Nr.               | Bild           |
| --------------------------------------- | ------------------------ | --- | ----------------------- | -------------- |
| Gänsgasse 2 (Standort)                  | Wohnstallhaus            | Zweigeschossiger Sandsteinquaderbau mit Satteldach, zweite Hälfte 19. Jahrhundert | D-5-74-138-309 Wikidata | BW             |
| Weigenhofener Hauptstraße 5 (Standort)  | Wohnstallhaus            | Eingeschossiger Sandsteinquaderbau mit Steildach und Fachwerkgiebel, 18. Jahrhundert. Aufstockung mit Zwerchhaus, wohl Ende 19. /Anfang 20. Jahrhundert                              | D-5-74-138-311 Wikidata | weitere Bilder |
| Weigenhofener Hauptstraße 16 (Standort) | Ehemaliges Wohnstallhaus | Eingeschossiger Fachwerkbau auf massivem Sockel, 18. Jahrhundert | D-5-74-138-312 Wikidata | BW             |
| Weigenhofener Hauptstraße 17 (Standort) | Ehemaliges Wohnstallhaus | Zweigeschossiger Sandsteinquaderbau mit Steildach, drittes Viertel 19. Jahrhundert                                                                                                   | D-5-74-138-313 Wikidata | BW             |
| Weigenhofener Hauptstraße 20 (Standort) | Ehemaliges Gasthaus      | Zweigeschossiger Fachwerkbau auf Sandsteinsockel, Schopfwalmdach, bezeichnet „1755“, erweitert 19. Jahrhundert Scheune: Fachwerkbau, Steildach mit Hopfengauben, 18./19. Jahrhundert | D-5-74-138-314 Wikidata | BW             |
| Weigenhofener Hauptstraße 22 (Standort) | Ehemaliges Wohnstallhaus | Eingeschossiger Satteldachbau mit reichem Fachwerkgiebel, 18. Jahrhundert Scheune: Fachwerkbau, 18. Jahrhundert                                                                      | D-5-74-138-315 Wikidata | BW             |
| Weigenhofener Hauptstraße 26 (Standort) | Ehemaliges Wohnstallhaus | Eingeschossiger massiver Steildachbau mit reichem Fachwerkgiebel, 18. Jahrhundert Scheune: Fachwerkbau mit Steildach, 18./19. Jahrhundert                                            | D-5-74-138-316 Wikidata | BW             |
| Weigenhofener Hauptstraße 28 (Standort) | Wohnstallhaus            | Eingeschossiger massiver Steildachbau mit Fachwerkgiebel, 18. Jahrhundert | D-5-74-138-317 Wikidata | BW             |
| Weigenhofener Hauptstraße 30 (Standort) | Wohnstallhaus            | Eingeschossiger massiver Steildachbau mit reichem Fachwerkgiebel, 18. Jahrhundert | D-5-74-138-318 Wikidata | weitere Bilder |
| Weigenhofener Hauptstraße 32 (Standort) | Gasthaus                 | Zweigeschossiger Sandsteinquaderbau, Steildach mit Hopfengauben, drittes Viertel 19. Jahrhundert                                                                                     | D-5-74-138-319 Wikidata | BW             |

### Wetzendorf
| Lage                                  | Objekt                   | Beschreibung | Akten-Nr.               | Bild |
| ------------------------------------- | ------------------------ | --- | ----------------------- | ---- |
| Hirtengasse 3 (Standort)              | Scheune                  | Fachwerkbau mit Satteldach, wohl Anfang 19. Jahrhundert                                                                                           | D-5-74-138-320 Wikidata | BW   |
| Hirtengasse 4 (Standort)              | Wohnstallhaus            | Eingeschossiger Sandsteinquaderbau, verputzt, mit Steildach, 18. Jahrhundert, Aufstockung mit Eckzwerchhaus, wohl Ende 19./Anfang 20. Jahrhundert | D-5-74-138-321 Wikidata | BW   |
| Hirtengasse 6 (Standort)              | Scheune                  | Sandsteinquaderbau mit Fachwerkgiebel, 18./19. Jahrhundert, angebaute Scheuer                                                                     | D-5-74-138-322 Wikidata | BW   |
| Hirtengasse 7 (Standort)              | Scheune                  | Satteldachbau mit Fachwerkgiebel, 18. Jahrhundert                                                                                                 | D-5-74-138-323 Wikidata | BW   |
| Wetzendorfer Hauptstraße 3 (Standort) | Ehemaliges Wohnstallhaus | Eingeschossiger Steildachbau, im Kern 18. Jahrhundert                                                                                             | D-5-74-138-325 Wikidata | BW   |

## Ehemalige Baudenkmäler
In diesem Abschnitt sind Objekte aufgeführt, die früher einmal in der Denkmalliste eingetragen waren, jetzt aber nicht mehr. Objekte, die in anderem Zusammenhang – also z. B. als Teil eines Baudenkmals – weiter eingetragen sind, sollen hier nicht aufgeführt werden. Aktennummern in diesem Abschnitt sind ehemalige, jetzt nicht mehr gültige Aktennummern.

| Lage                                                  | Objekt             | Beschreibung | Akten-Nr.               | Bild |
| ----------------------------------------------------- | ------------------ | --- | ----------------------- | ---- |
| Lauf Nürnberger Straße 31 (Standort)                  | Gasthaus Rotes Roß | Zweigeschossiger Sandsteinquaderbau mit Satteldach, Rundbogentor in Rustikafeld, bezeichnet „1625“                                                       | D-5-74-138-121 Wikidata | BW   |
| Günthersbühl Günthersbühler Hauptstraße 14 (Standort) | Bauernhof          | Bauernhaus, zweigeschossiger Sandsteinquaderbau mit Steildach, drittes Viertel 19. Jahrhundert Stall und Remise, Sandstein und Fachwerk, 19. Jahrhundert | D-5-74-138-206 Wikidata | BW   |
| Vogelhof Alt Vogelhof 2 (Standort)                    | Scheune            | Fachwerkbau mit Steildach, 19. Jahrhundert | D-5-74-138-307 Wikidata | BW   |
| Vogelhof Bussardweg 1 (Standort)                      | Wohnstallhaus      | Frackdachbau, massiv und Fachwerk, 18./19. Jahrhundert                                                                                                   | D-5-74-138-308 Wikidata | BW   |
| Wetzendorf Wetzendorfer Hauptstraße 1 (Standort)      | Wohnstallhaus      | Eingeschossiger massiver Steildachbau mit Fachwerkgiebel, im Kern 18. Jahrhundert                                                                        | D-5-74-138-324 Wikidata | BW   |